# Hải quân Hoa Kỳ
Hải quân Hoa Kỳ (viết tắt: USN) là một quân chủng của Quân đội Hoa Kỳ và là một trong tám lực lượng vũ trang chuyên nghiệp của Hoa Kỳ. Tính đến năm 2018, Hải quân Hoa Kỳ có khoảng 325.673 binh sĩ hiện dịch và 98.481 người trong lực lượng hải quân dự bị. Hải quân Hoa Kỳ có 283 tàu đang hoạt động và hơn 3.700 phi cơ. Hải quân Hoa Kỳ là lực lượng hải quân lớn nhất thế giới; tổng trọng tải hạm đội tác chiến của nó lớn hơn tổng trọng tải hạm đội tác chiến của 13 lực lượng hải quân lớn kế tiếp trên thế giới cộng lại. Hải quân Hoa Kỳ cũng có một đội ngũ hàng không mẫu hạm lớn nhất thế giới, với 11 chiếc đang phục vụ.
Hải quân Hoa Kỳ có lịch sử từ Hải quân Lục địa được thành lập ngày 13 tháng 10 năm 1775 và bị giải thể ngay sau Chiến tranh Cách mạng Mỹ. Sau khi các tàu thương mại của Hoa Kỳ chịu những tổn thất nặng nề về người và của do Hải tặc Barbary gây ra ở vùng biển Địa Trung Hải, Quốc hội Hoa Kỳ đã thông qua Đạo luật Hải quân 1794, cho đóng và triển khai sáu tàu frigate, những con tàu đầu tiên của Hải quân Hoa Kỳ. Trong những năm sau đó, Hải quân Hoa Kỳ có vai trò quan trọng trong các cuộc chiến như: Chiến tranh Quasi với Hải quân Pháp Cộng hòa Pháp (1798–1799), Chiến tranh Hoa Kỳ–Anh Quốc (1812–1815), Chiến tranh Hoa Kỳ–Mexico (1845–148). Trong cuộc Nội chiến Hoa Kỳ, Hải quân Hoa Kỳ có vai trò to lớn trong việc phong toả, ngăn chặn buôn bán của Liên minh miền Nam Hoa Kỳ và kiểm soát cảng sông, cảng biển của liên minh này. Hải quân Hoa Kỳ còn mang lại chiến thắng cho quốc gia này trên mặt trận Thái Bình Dương trong Thế chiến hai trước Hải quân Đế quốc Nhật Bản. Trong thế kỷ 21, Hải quân Hoa Kỳ duy trì sự hiện diện đáng kể trên toàn cầu, sẵn sàng triển khai quân sự tại nhiều khu vực như Đông Á, Địa Trung Hải, và Trung Đông. Đây là một lực lượng hải quân hoạt động xa có khả năng triển khai lực lượng đến tất cả vùng biển cạn sâu trên thế giới, phản ứng nhanh trong trường hợp có các cuộc khủng hoảng vùng, là một lực lượng tích cực phục vụ cho chính sách phòng thủ và ngoại giao của chính phủ Hoa Kỳ.
Hải quân Hoa Kỳ, cùng với quân chủng Thủy quân lục chiến, đều là bộ phận của Bộ Hải quân Hoa Kỳ, đứng đầu bộ là Bộ trưởng Hải quân. Bộ Hải quân Hoa Kỳ còn là một bộ trực thuộc Bộ Quốc phòng do Bộ trưởng Quốc phòng lãnh đạo. Sĩ quan cao cấp nhất của Hải quân Hoa Kỳ là Tham mưu trưởng Hải quân.

## Sứ mệnh
Sứ mệnh của Hải quân là chiêu mộ, huấn luyện, trang bị và tổ chức các lực lượng hải quân sẵn sàng chiến đấu và có khả năng chiến thắng trong các xung đột và chiến tranh, duy trì an ninh và loại bỏ các vấn đề trên biển.— Đây là câu mở đầu về sứ mệnh của Hải quân Hoa Kỳ

Hải quân Hoa Kỳ đóng vai trò là quân chủng tác chiến trên biển của Quân đội Hoa Kỳ. Mục §5062, Điều 10 trong Bộ luật Hoa Kỳ cho biết ba trách nhiệm chính của Hải quân Hoa Kỳ là:
- Chuẩn bị các lực lượng hải quân cần thiết để tiến hành chiến tranh hữu hiệu.
- Duy trì không lực trên biển, bao gồm cả không lực tác chiến hải quân trên bộ, không vận cần thiết cho các chiến dịch hải quân và tất cả các loại vũ khí hàng không, kỹ thuật hàng không sử dụng trong các chiến dịch và hoạt động của hải quân.
- Phát triển các loại phi cơ, vũ khí, chiến thuật, kỹ thuật, tổ chức và trang thiết bị cho các đơn vị phục vụ và tác chiến hải quân.

## Lịch sử

### Ban đầu
"Không có một lực lượng hải quân hữu hiệu, chúng ta không thể làm gì hữu hiệu."— George Washington

Trong những giai đoạn đầu của Chiến tranh Cách mạng Mỹ, việc thiết lập một lực lượng hải quân chính thức là một vấn đề gây tranh luận giữa các thành viên trong Quốc hội Lục địa. Những người ủng hộ cho rằng một lực lượng hải quân sẽ bảo vệ hàng hải, phòng vệ duyên hải, và tạo điều kiện dễ dàng hơn để nhận sự hỗ trợ từ ngoại quốc. Những người chống đối thì phản bác lại rằng đối phó với Hải quân Hoàng gia Anh, lúc đó là cường quốc hải quân lừng danh trên thế giới, là một việc làm ngu xuẩn.
Tổng tư lệnh George Washington ra lệnh sử dụng 7 tuần dương hạm để chặn bắt các tàu tiếp tế của Anh và báo cáo sự việc cho quốc hội. Việc này làm kết thúc vụ tranh cãi tại Quốc hội là có nên hay không nên "khiêu khích" người Anh bằng cánh thiết lập một lực lượng hải quân vì việc các tàu của Washington đã bắt được các tàu của Anh, đấy cũng là một hành động khiêu khích.
Trong lúc quốc hội đang cân nhắc thì nhận được tin có hai tàu tiếp tế không vũ trang và không có tàu hộ tống từ Anh đang hướng về Quebec. Một kế hoạch đã được phác thảo để đón chặn các tàu này. Tuy nhiên, các tàu vũ trang được sử dụng để đón chặn lại không phải là tàu vũ trang của quốc hội mà của riêng các thuộc địa. Lúc đó việc mang ý nghĩa trọng đại hơn là việc thảo thêm một kế hoạch trang bị hai tàu hoạt động dưới quyền chỉ huy trực tiếp từ quốc hội để đón bắt các tàu tiếp tế của Anh. Việc này không được thực hiện cho đến ngày 14 tháng 10 năm 1775 khi George Washington thông báo rằng ông đã tiếp nhận quyền chỉ huy ba tàu buồm vũ trang dưới quyền của Quốc hội Lục địa để đón chặn bất cứ tàu tiếp tế nào của Anh gần Massachusetts. Với việc tiết lộ rằng các tàu này đã ra khơi dưới quyền của Quốc hội Lục địa nên quyết định thêm vào hai chiếc nữa được dễ dàng hơn; giải pháp được thông qua và từ đó ngày 13 tháng 10 đã trở thành ngày sinh nhật chính thức của Hải quân Hoa Kỳ.
Hải quân Lục địa đạt được những kết quả khác nhau; nó thành công trong một số cuộc đụng độ hải quân và tấn công các tàu buôn của Anh nhưng lại bị thiệt hại 24 chiếc tàu và có lúc chỉ còn lại 2 chiếc sử dụng được. Sau chiến tranh với Anh, quốc hội không còn chú ý đến lực lượng hải quân nữa mà chỉ tập trung thu phục biên cương mới phía tây của Hoa Kỳ. Một lực lượng hải quân hiện dịch được xem là không cần thiết vì tổn phí cao để duy trì và vai trò chiến đấu vào lúc đó của nó cũng bị hạn chế.

### Tái lập đến lúc nội chiến
Chúng ta phải bắt đầu là một cường quốc hải quân nếu chúng ta có ý tiếp tục việc giao thương của mình.— Thomas Jefferson

Hoa Kỳ không có một lực lượng hải quân trong khoảng thời gian gần 1 thập niên—đây là lý do khiến cho đội thương thuyền của Hoa Kỳ dễ làm mục tiêu của một loạt các vụ tấn công của hải tặc người Berber. Sự hiện diện vũ trang trên biển từ giữa năm 1790 và lúc triển khai các tàu chiến đầu tiên của Hải quân Hoa Kỳ vào năm 1797 là do Cục Hải quan Biển Hoa Kỳ (U.S. Revenue Cutter Service) bảo trách. Đây là lực lượng tiền thân của Tuần duyên Hoa Kỳ. Mặc dù Cục Hải quan Biển Hoa Kỳ tiến hành nhiều hoạt động chống bọn hải tặc này nhưng cục không có khả năng ngăn chặn những cuộc quấy phá của bọn hải tặc ngoài khơi xa. Vì thế Quốc hội đã ra lệnh đóng mới và triển khai sáu khu trục hạm nhỏ vào ngày 27 tháng 3 năm 1794; sau ba năm, ba chiếc được đưa ra sử dụng: đó là USS United States, USS Constellation và USS Constitution.

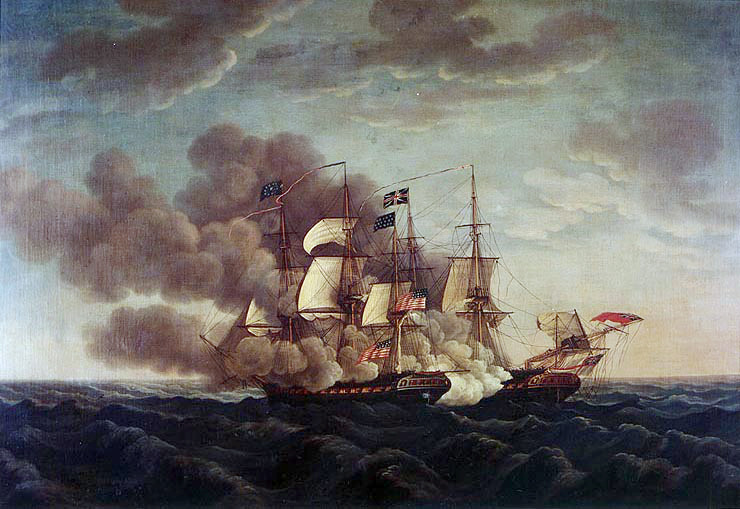
USS Constitution đụng độ với HMS Guerriere trong Chiến tranh 1812.

Theo sau cuộc chiến nữa mùa, không tuyên chiến với Pháp, Hải quân Hoa Kỳ đã đảm trách nhiều hành động quân sự trong Chiến tranh 1812 khi chiến thắng vô số các trận đối đầu một đối một với Hải quân Hoàng gia Anh. Hải quân Hoa Kỳ đã rượt đuổi tất cả các lực lượng lớn của Anh ra khỏi Ngũ Đại Hồ và hồ Champlain, ngăn không cho những vùng này trở thành những vùng xung đột do Anh kiểm soát. Dù vậy, Hải quân Hoa Kỳ không thể nào ngăn chặn người Anh phong tỏa các hải cảng và lực lượng đổ bộ trên phần đất Mỹ. Sau chiến tranh, Hải quân Hoa Kỳ lại tập trung vào việc bảo vệ các cơ sở hàng hải Mỹ, gởi các hải đoàn đến vùng biển Caribbe, Địa Trung Hải, Nam Mỹ, châu Phi, và Thái Bình Dương.
Trong thời Chiến tranh Mỹ-Mexico, Hải quân Hoa Kỳ đã góp phần tạo ra cuộc phong tỏa các hải cảng của México, chiếm giữ hay đốt cháy hạm đội của Mexico trong vịnh California và chiếm được tất cả các thành phố lớn của bán đảo Baja California — nhưng sau đó trao trả lại. Từ 1846-1848 hải quân sử dụng thành công Hải đoàn Thái Bình Dương dưới quyền Phó đề đốc Robert Stockton cùng thủy quân lục chiến và thủy thủ của hải đoàn chiếm được California bằng những chiến dịch lớn trên bộ, phối hợp với địa phương quân có tên là tiểu đoàn California. Hải quân Hoa Kỳ đã tiến hành một cuộc hành quân thủy bộ hỗn hợp lớn đầu tiên của Quân đội Hoa Kỳ qua việc đổ bộ 12.000 binh sĩ lục quân cùng với trang thiết bị trong một ngày ở Veracruz, Mexico. Khi hỏa lực hạng nặng cần dùng đến để bắn phá Veracruz thì các thủy thủ tình nguyện của hải quân liền đưa những khẩu súng hải quân to lớn vào và bắn phá thành công vào thành phố khiến quân Mexico phải đầu hàng. Chiến dịch đổ bộ và chiếm giữ thành công thành phố Veracruz dần dần mở đường cho việc chiếm giữa thủ đô Mexico City và kết thúc chiến tranh. Hải quân Hoa Kỳ tự thiết lập cho mình một vị thế quan trọng trong chính sách ngoại giao của Hoa Kỳ qua những hành động của Phó đề đốc Matthew Calbraith Perry tại Nhật Bản với kết quả là Hội nghị Kanagawa năm 1854.
Sức mạnh hải quân đóng vai trò nổi bật trong Nội chiến Hoa Kỳ (1861 - 1865) khi lực lượng Liên bang có lợi thế rõ ràng hơn lực lượng Liên minh miền Nam Hoa Kỳ trên biển. Cuộc phong tỏa hàng hải làm tê liệt nỗ lực chiến tranh của miền Nam trong suốt cuộc xung đột. Hai lực lượng hải quân Mỹ đã giúp mở ra thời đại mới trong lịch sử hải quân thế giới khi tạo ra các chiến hạm bọc sắt để tác chiến lần đầu tiên. Trận Hampton Roads năm 1862 giữa chiến hạm USS Monitor chống chiến hạm CSS Virginia đã trở thành trận chiến đầu tiên giữa hai tàu hơi nước bọc sắt. Tuy nhiên chẳng bao lâu sau chiến tranh, các chiến hạm của Hải quân Hoa Kỳ dần dần trở thành phế thải vì bị bỏ phế.

### Thế kỷ 20
Các chiến hạm của chúng ta là những bức tường thành tự nhiên của chúng ta.— Tổng thống Hoa Kỳ Woodrow Wilson

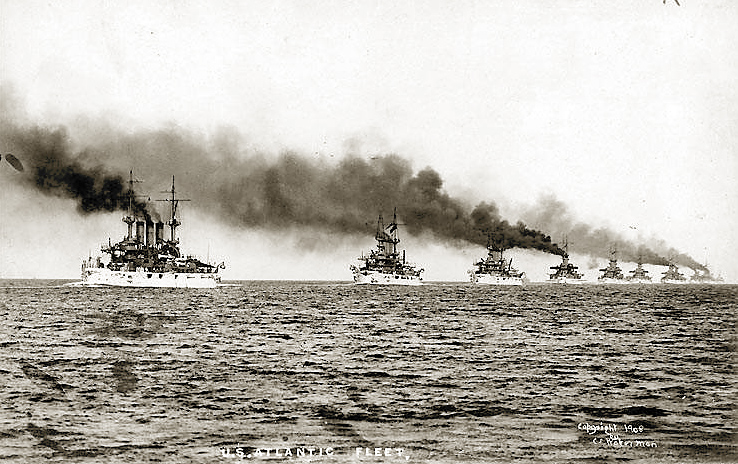
Hạm đội Great White chứng tỏ được sức mạnh của Hải quân Hoa Kỳ vào năm 1907; nó cho thấy rằng Hải quân Hoa Kỳ có khả năng hoạt động ở tầm xa ngoài khơi

Một chương trình hiện đại hóa khởi động vào thập niên 1880 đã đưa Hoa Kỳ ngang tầm với lực lượng hải quân các nước như Vương quốc Anh và Đức. Năm 1907, phần lớn các thiết giáp hạm của Hải quân Hoa Kỳ cùng với các hộ tống hạm, được người ta đặt cho cái tên là Hạm đội Great White, đã trình diễn sức mạnh bằng một cuộc hải hành vòng quanh thế giới trong 14 tháng. Theo lệnh của Tổng thống Hoa Kỳ lúc đó là Theodore Roosevelt (1901 - 1909), cuộc hải hành này được hoạch định như một sứ mệnh để chứng minh khả năng của Hải quân Hoa Kỳ có thể vươn tới tầm mức thế giới.
Hải quân Hoa Kỳ có ít hành động trong Chiến tranh thế giới thứ nhất nhưng đã phát triển thành một lực lượng hùng hậu trong những năm trước Chiến tranh thế giới thứ hai. Mặc dù cuối cùng không thành công nhưng Nhật Bản đã cố sức làm giảm bớt mối họa chiến lược này bằng một cuộc tấn công chớp nhoáng vào Trân Châu Cảng năm 1941. Sau khi Hoa Kỳ tham dự vào cuộc chiến, Hải quân Hoa Kỳ phát triển cực kỳ nhanh chóng vì phải đối mặt với một cuộc chiến gồm hai mặt trận trên biển. Hoa Kỳ giành được một số chiến thắng lớn trên mặt trận Thái Bình Dương bằng chiến dịch tiến đánh thành công các đảo trên Thái Bình Dương. Hải quân Hoa Kỳ tham gia vào các trận đánh nổi tiếng, bao gồm trận chiến biển Coral, trận Trung Đồ, trận chiến biển Philippine, trận chiến vịnh Leyte, và trận Okinawa. Đến 1943, lực lượng Hải quân Hoa Kỳ lớn hơn các hạm đội của các nước tham chiến khác trongChiến tranh thế giới thứ hai cộng lại. Đến khi kết thúc chiến tranh vào năm 1945, Hải quân Hoa Kỳ có thêm hàng trăm tàu mới, trong đó có 18 hàng không mẫu hạm và 8 thiết giáp hạm, chiếm trên 70% tổng số tàu chiến và tổng số tải trọng của các loại tàu chiến từ 1.000 tấn trở lên của thế giới.

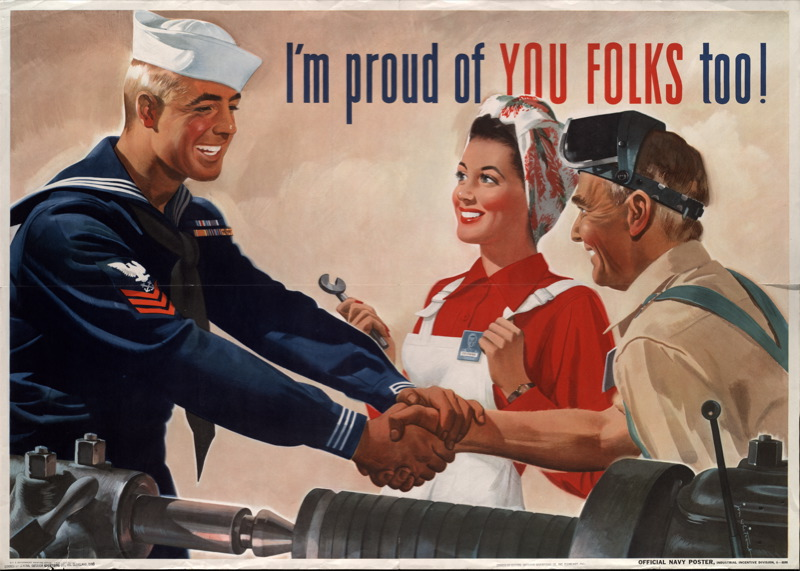
Một bức tranh cổ động của họa sĩ Jon Whitcomb mô tả lòng biết ơn của Hải quân Hoa Kỳ đối với sự giúp đỡ của người dân trong Thế chiến thứ II

Học thuyết của Hải quân Hoa Kỳ đã thay đổi nhanh chóng vào cuối chiến tranh. Hải quân Hoa Kỳ đã từng bắt chước theo hải quân của Vương quốc Anh và Đức qua việc ưu tiên phát triển các nhóm thiết giáp hạm tập trung để làm thứ vũ khí phòng thủ trên biển cho mình. Tuy nhiên việc phát triển và sử dụng với mức độ lớn các hàng không mẫu hạm của người Nhật chống lại người Mỹ tại Trân Châu Cảng đã làm cho người Mỹ suy nghĩ lại học thuyết trước đây. Cuộc tấn công vào Trân Châu Cảng đã phá hủy hoặc làm hư hại nặng một số lớn các thiết giáp hạm. Sự kiện này đã làm cho việc trả đũa chống lại người Nhật gặp nhiều khó khăn khi Hoa Kỳ chỉ có một con số nhỏ các hàng không mẫu hạm.
Khả năng xảy ra xung đột với Liên Xô trong thời Chiến tranh lạnh đã đẩy Hải quân Hoa Kỳ tiếp tục chạy đua về kỹ thuật bằng việc phát triển các hệ thống vũ khí, chiến hạm, và phi cơ mới. Chiến lược của Hải quân Hoa Kỳ đã chuyển đổi sang chiến lược triển khai tiền phương để hỗ trợ các đồng minh của Hoa Kỳ qua việc đặt nặng trách nhiệm vào các liên đoàn tác chiến hàng không mẫu hạm.
Hải quân Hoa Kỳ là một trong các lực lượng chính trong Chiến tranh Việt Nam, phong tỏa Cuba trong vụ khủng hoảng tên lửa Cuba. Với việc sử dụng các tàu ngầm có trang bị tên lửa đạn đạo, Hải quân Hoa Kỳ đã trở thành một yếu tố quan trọng trong chính sách răng đe hạt nhân chiến lược của Hoa Kỳ. Hải quân Hoa Kỳ đã tiến hành nhiều chiến dịch trong vịnh Ba Tư chống lại Iran trong năm 1987 và 1988, nổi bật nhất là Chiến dịch Praying Mantis. Hải quân tham dự lớn trong Chiến dịch Urgent Fury, Chiến tranh vùng vịnh, Chiến dịch Bão Sa mạc, Chiến dịch Deliberate Force, Chiến dịch Allied Force, Chiến dịch Desert Fox và Chiến dịch Southern Watch.
Hải quân Hoa Kỳ cũng tham gia vào các chiến dịch trục vớt, tìm cứu và giải cứu, đôi khi cùng với các tàu của các nước khác cũng như với tàu của Tuần duyên Hoa Kỳ. Hai thí dụ là vụ oanh tạc cơ B52 rơi ở Palomares, Almería, Tây Ban Nha vào năm 1966, và sự kiện Lực lượng Đặc nhiệm 71 của Đệ thất Hạm đội Hoa Kỳ tham gia tìm kiếm chuyến bay 007 của Korean Air Lines bị Liên Xô bắn rơi vào ngày 1 tháng 9 năm 1983.

### Thế kỷ 21
Khi quốc gia đối đầu với một cuộc khủng hoảng thì câu hỏi đầu tiên của các nhà hoạch định chính sách là: 'các lực lượng hải quân nào đang sẵn sàng và chúng có thể vào vị trí nhanh như thế nào?'— Đô đốc Carlisle A. H. Trost

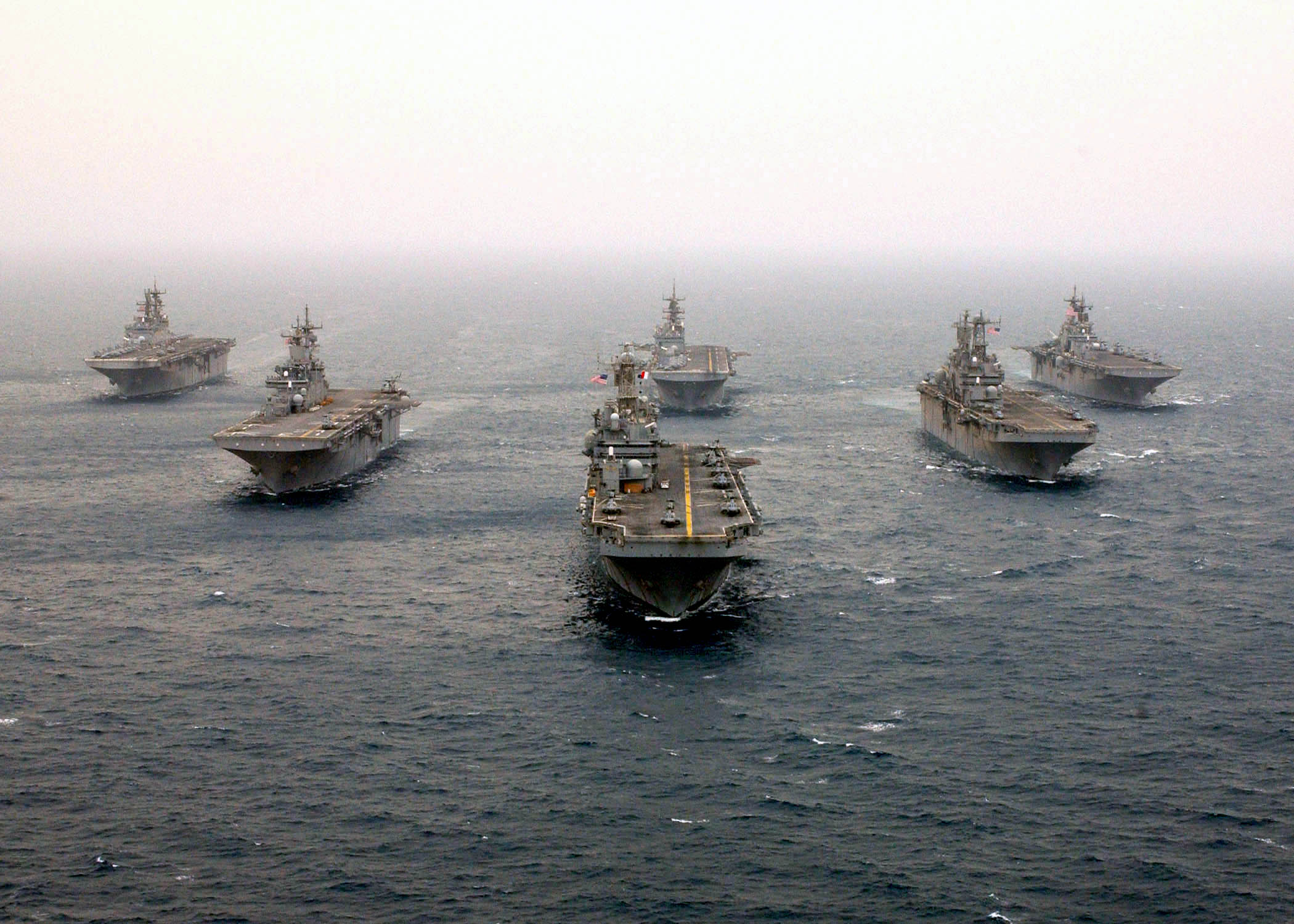
Sáu tàu tấn công đổ bộ hiện đại của Hải quân Hoa Kỳ đang trong đội hình

Hải quân Hoa Kỳ tiếp tục là một lực lượng hỗ trợ chính yếu cho những lợi ích của Mỹ trong thế kỷ 21. Kể từ cuối chiến tranh lạnh, hải quân đã chuyển đổi sự tập trung của mình từ sẵn sàng cho các cuộc chiến tranh trên phạm vi rộng với Liên Xô sang các sứ mệnh tấn công và các chiến dịch đặc biệt trong các cuộc xung đột vùng. Hải quân Hoa Kỳ đã tham gia vào Chiến dịch Enduring Freedom, Chiến dịch Iraqi Freedom, và là một nhân tố chính trong cuộc chiến tranh chống khủng bố đang tiếp diễn. Hải quân tiếp tục phát triển với các chiến hạm và vũ khí mới, trong đó có hàng không mẫu hạm lớp Gerald R. Ford và tàu chiến hoạt động gần bờ.
Năm 2007, Hải quân Hoa Kỳ đã cùng với Thủy quân Lục chiến Hoa Kỳ và Tuần duyên Hoa Kỳ áp dụng một chiến lược mới có tên là "Chiến lược hợp tác hải lực thế kỷ 21". Chiến lược này có chú đích là nâng cao sự ngăn ngừa chiến tranh lên cùng tầm mức thông thái như việc tiến hành chiến tranh. Chiến lược này được tư lệnh Hải quân Hoa Kỳ, tư lệnh Thủy quân Lục chiến Hoa Kỳ và tư lệnh Tuần duyên Hoa Kỳ đưa ra tại cuộc Hội thảo chuyên đề Hải lực Quốc tế tại Newport, Rhode Island vào ngày 17 tháng 10 năm 2007. Chiến lược này đã nhận thấy các mối liên kết kinh tế của hệ thống thế giới và cũng nhận ra rằng có sự gián đoạn vì những cuộc khủng hoảng vùng — do người hay thiên nhiên gây ra - có thể ảnh hưởng bất lợi đến nền kinh tế Hoa Kỳ và chất lượng cuộc sống. Chiến lược mới này vạch ra hướng đi cho Hải quân, Tuần duyên và Thủy quân Lục chiến cùng làm việc chung với nhau và với các đồng sự quốc tế để ngăn chặn những cuộc khủng hoảng này từ đầu hoặc phản ứng nhanh nếu như có một cuộc khủng hoảng xảy ra để ngăn ngừa ảnh hưởng tiêu cực đối với Hoa Kỳ.

## Tổ chức

Sơ đồ đơn giản về cơ cấu chỉ huy của Hải quân Hoa Kỳ

Hải quân Hoa Kỳ trực thuộc dưới quyền quản lý của Bộ Hải quân Hoa Kỳ do Bộ trưởng Hải quân Hoa Kỳ là một người trong giới dân sự lãnh đạo. Sĩ quan cao cấp nhất của Hải quân Hoa Kỳ là tư lệnh hải quân, một vị đô đốc bốn sao và là thuộc cấp của Bộ trưởng Hải quân Hoa Kỳ. Cùng lúc đó, Tư lệnh Hải quân Hoa Kỳ là một trong số các tham mưu trưởng trong Bộ Tổng tham mưu Liên quân Hoa Kỳ và bộ tổng tham mưu này là bộ phận cao cấp thứ nhì của Quân đội Hoa Kỳ sau Hội đồng An ninh Quốc gia Hoa Kỳ mặc dù nó chỉ đóng vai trò làm cố vấn cho Tổng thống Hoa Kỳ và không nằm trong chuỗi thứ tự chỉ huy quân sự. Bộ trưởng và Tư lệnh Hải quân có trách nhiệm tổ chức, tuyển mộ, huấn luyện, và trang bị cho lực lượng hải quân sẵn sàng tác chiến dưới quyền tư lệnh của các tư lệnh thuộc các Bộ tư lệnh Tác chiến Thống nhất (tư lệnh chung cho cả hải lục không quân).

### Lực lượng tác chiến
Lực lượng tác chiến của Hải quân Hoa Kỳ có 9 thành phần: Bộ tư lệnh Các lực lượng Hạm đội Hoa Kỳ (United States Fleet Forces Command), Hạm đội Thái Bình Dương Hoa Kỳ, Bộ tư lệnh Các lực lượng Hải quân Hoa Kỳ đặc trách vùng Trung Tâm (United States Naval Forces Central Command), Các lực lượng Hải quân Hoa Kỳ đặc trách châu Âu (United States Naval Forces Europe), Bộ tư lệnh Chiến tranh Thông tin Hải quân (Naval Network Warfare Command), Hải quân Trừ bị Hoa Kỳ (United States Navy Reserve), Bộ tư lệnh Chiến tranh Đặc biệt Hải quân (Naval Special Warfare Command), Lực lượng Thử nghiệm và Giám định Vận hành (Operational Test and Evaluation Force), và Bộ tư lệnh Hải vận Quân sự (Military Sealift Command). Các hạm đội trong Hải quân Hoa Kỳ đóng vai trò là bộ phận cung ứng lực lượng; chúng không tiến hành các chiến dịch quân sự một cách độc lập mà đúng hơn là huấn luyện và duy trì các đơn vị hải quân để sau đó cung cấp thành phần lực lượng hải quân cho mỗi Bộ tư lệnh Tác chiến Thống nhất. Tuy không công bố rộng rãi nhưng các nhóm chiến hạm rời bến tại Hoa Kỳ đi nhận nhiệm vụ tác chiến đều được xếp vào loại lực lượng đặc nhiệm khi được đặc phái đến Đệ nhị Hạm đội hay Đệ tam Hạm đội. Nếu như được đặc phái đến vùng trách nhiệm của một hạm đội mang số nào khác hơn hai hạm đội kể trên thì chúng được gọi là liên đoàn đặc nhiệm của hạm đội đó. Thí dụ, một liên đoàn đặc nhiệm hàng không mẫu hạm rời bờ biển phía đông Hoa Kỳ để đi đến Địa Trung Hải có thể khởi hành với tên gọi Liên đoàn Đặc nhiệm 20.1; khi đến Địa Trung Hải có thể trở thành Liên đoàn Đặc nhiệm 60.1.
Hải quân Hoa Kỳ có 6 hạm đội hiện dịch mang số — Hạm đội 2, Hạm đội 3, Hạm đội 5, Hạm đội 6, Hạm đội 4 và Hạm đội 7, mỗi hạm đội có một vị chỉ huy là phó đô đốc 3 sao. Riêng Hạm đội 4 do một chuẩn đô đốc chỉ huy. Sáu hạm đội này được chia thành các nhóm nhỏ hơn nằm dưới quyền của Bộ tư lệnh Các lực lượng Hạm đội (trước kia gọi là Hạm đội Đại Tây Dương), Hạm đội Thái Bình Dương, Các lực lượng Hải quân châu Âu, và Bộ tư lệnh Các lực lượng Hải quân vùng Trung Tâm; ba bộ tư lệnh đầu tiên do các đô đốc bốn sao chỉ huy. Hạm đội 1 tồn tại sauChiến tranh thế giới thứ hai từ năm 1947, nhưng sau đó được đổi tên thành Hạm đội 3 vào đầu năm 1973. Đầu năm 2008, Hải quân Hoa Kỳ đã tái lập Hạm đội 4 để nhận trách nhiệm trong vùng nằm dưới quyền chỉ huy của Bộ tư lệnh miền Nam là vùng bên trong và xung quanh Trung Mỹ và Nam Mỹ.

### Cơ sở và căn cứ trên bờ

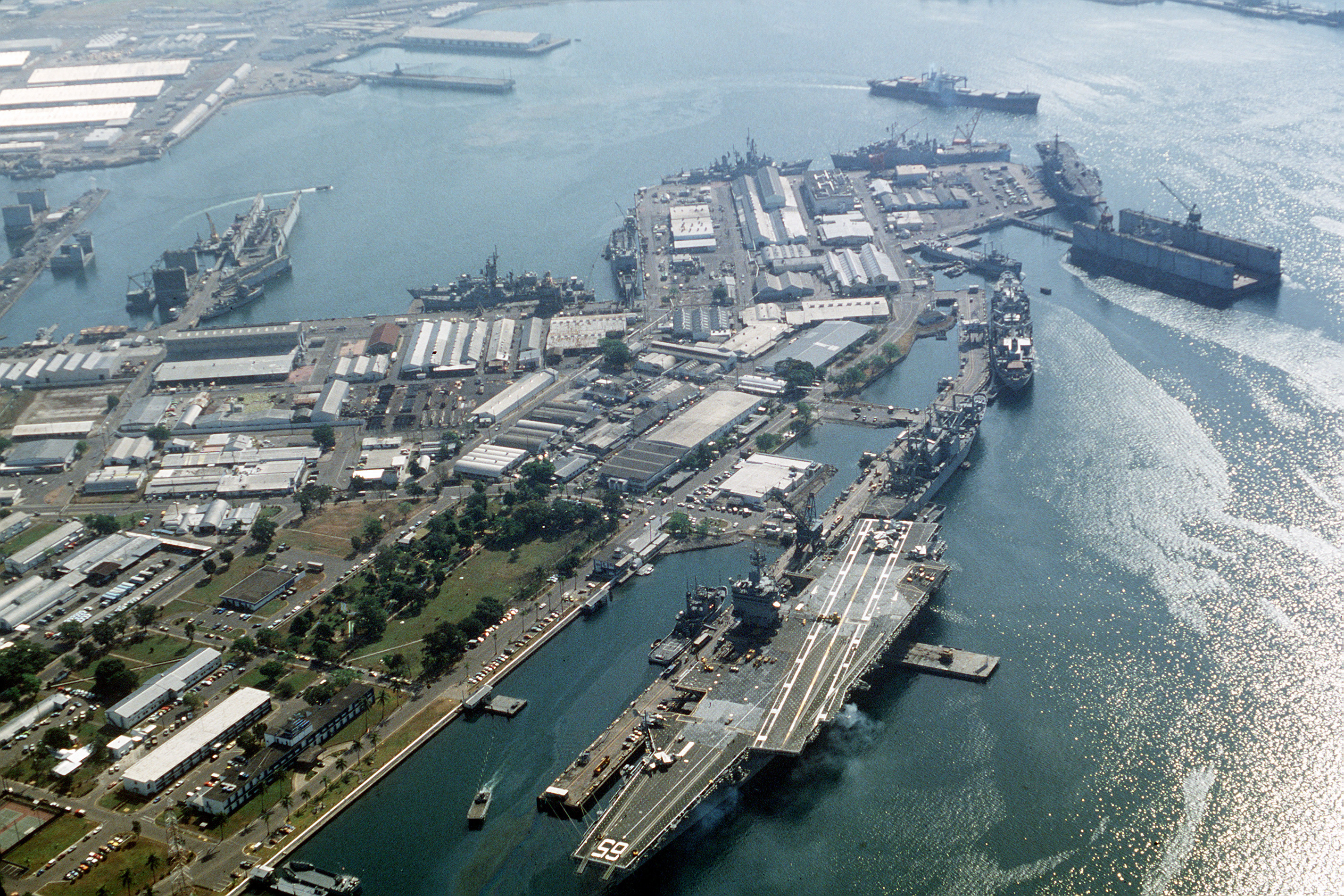
Hàng không mẫu hạm USS Enterprise đang neo ở căn cứ Hải quân Hoa Kỳ tại Subic, Philippines năm 1993.

Các bộ tư lệnh đặt trách trên bờ tồn tại để hỗ trợ sứ mệnh của các hạm đội đi biển qua việc sử dụng các cơ sở vật chất trên bờ. Các cơ sở vật chất trên bờ rất là cần thiết cho các hoạt động liên tục và sẵn sàng của các lực lượng hải quân qua việc cung cấp nhiều dịch vụ như sửa chữa tàu, tiếp vận,... Nhiều bộ tư lệnh khác nhau hiện diện đã phản ánh được mức độ phức tạp của Hải quân Hoa Kỳ ngày nay gồm có các hoạt động tình báo hải quân đến viện huấn luyện nhân sự đến việc bảo trì các cơ sở vật chất. Hai bộ tư lệnh trông coi về việc sửa chữa và tiếp vận là Bộ tư lệnh đặc trách Hệ thống Hải lực Hải quân (Naval Sea Systems Command) và Bộ tư lệnh đặc trách Hệ thống Không lực Hải quân (Naval Air Systems Command). Các bộ tư lệnh khác như Cục Tình báo Hải quân (Office of Naval Intelligence), Cơ quan Quan sát Hải quân Hoa Kỳ (United States Naval Observatory), và Đại học Chiến tranh Hải quân (Naval War College) tập trung vào chiến lược và tình báo. Các bộ tư lệnh đào tạo gồm có Trung tâm Chiến tranh Không lực và Tấn công Hải quân (Naval Strike and Air Warfare Center) và Học viện Hải quân Hoa Kỳ.
Hải quân duy trì một số bộ tư lệnh các lực lượng hải quân để điều hành các cơ sở vật chất trên bờ và phục vụ như các đơn vị liên lạc với các lực lượng trên bộ địa phương thuộc không quân và lục quân. Các bộ tư lệnh này nằm dưới quyền của các tư lệnh hạm đội. Trong thời chiến tranh, tất cả các lực lượng hải quân được tăng cường để trở thành các lực lượng đặc nhiệm của một hạm đội chính. Một số bộ tư lệnh lực lượng hải quân lớn hơn tại Thái Bình Dương gồm có Các lực lượng Hải quân tại Triều Tiên (Commander Naval Forces Korea), Các lực lượng Hải quân tại Marianas (Commander Naval Forces Marianas), và Các lực lượng Hải quân tại Nhật Bản (Commander Naval Forces Japan).

### Bộ tư lệnh hải vận quân sự
Bộ tư lệnh Hải vận Quân sự (Military Sealift Command) không chỉ phục vụ Hải quân Hoa Kỳ mà còn phục vụ toàn thể Bộ Quốc phòng Hoa Kỳ trong vai trò là cơ quan vận tải quân dụng đường biển. Cơ quan này vận chuyển trang bị, xăng dầu, đạn dược, và các vật liệu hàng hóa khác cho Quân đội Hoa Kỳ trên toàn thế giới. Trên 95% đồ tiếp liệu cần thiết cho Quân đội Hoa Kỳ được Bộ tư lệnh Hải vận Quân sự vận chuyển. Cơ quan này có khoảng 120 tàu vận tải và khoảng 100 chiếc trừ bị. Bộ tư lệnh này là độc nhất vô nhị vì nhân lực trên các tàu của nó không phải là các quân nhân Hải quân hiện dịch mà là các nhân viên dân sự hay các thủy thủ thương mại hợp đồng.

### Bộ tư lệnh chiến tranh đặc biệt hải quân
Bộ tư lệnh Chiến tranh Đặc biệt Hải quân Hoa Kỳ (U.S. Naval Special Warfare Command) được thành lập vào ngày 16 tháng 4 năm 1987 tại Căn cứ Đổ bộ Hải quân Coronado ở San Diego, California. Nó hoạt động như một thành phần hải quân của Bộ tư lệnh Hành quân Đặc biệt Hoa Kỳ (United States Special Operations Command) có tổng hành dinh ở Tampa, Florida. Bộ tư lệnh Chiến tranh Đặc biệt Hải quân cung cấp tầm nhìn, sự lãnh đạo, hướng dẫn học thuyết, nguồn lực và tổng quan để bảo đảm cho thành phần hải quân của các lực lượng hành quân đặc biệt sẵn sàng chiến đấu, đáp ứng nhu cầu tác chiến của các tư lệnh tác chiến. Bộ tư lệnh Chiến tranh Đặc biệt Hải quân Hoa Kỳ có tổng quân số 5.400 người trong đó có 2.450 binh sĩ SEAL và 600 binh sĩ thuộc lực lượng Special Warfare Combatant-craft Crewmen. Bộ tư lệnh này cũng duy trì một lực lượng trừ bị khoảng 1.200 binh sĩ trong đó có 325 binh sĩ SEAL, 125 binh sĩ "Special Warfare Combatant-craft Crewmen" và 775 nhân sự hỗ trợ.

### Mối quan hệ với các quân chủng khác

#### Với Thủy quân Lục chiến Hoa Kỳ

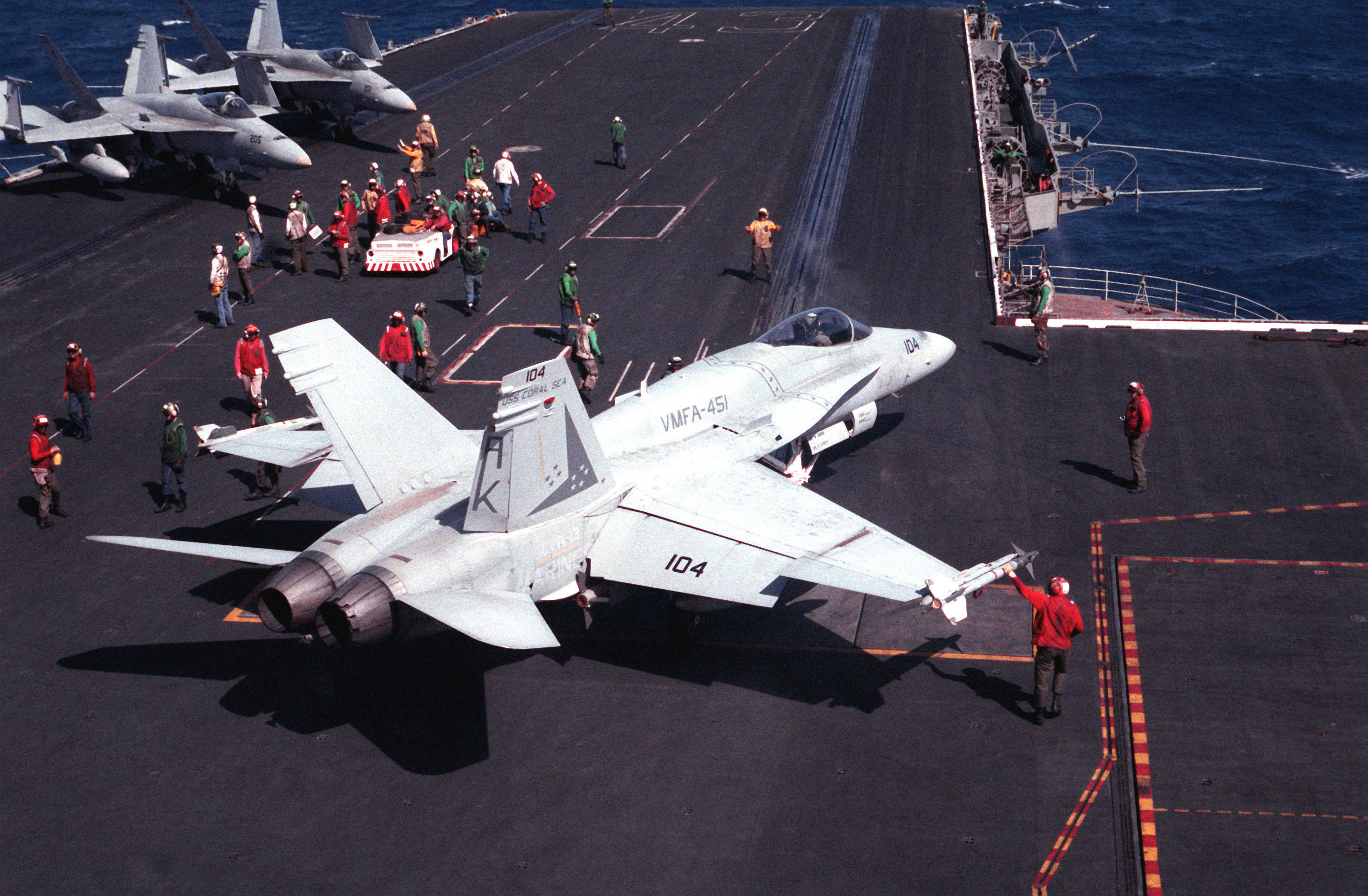
Một phi cơ F/A-18 của Thủy quân Lục chiến Hoa Kỳ thuộc Phi đoàn Cường kích Thủy quân Lục chiến 451 (VMFA-451) chuẩn bị cất cánh từ hàng không mẫu hạm USS Coral Sea (CV-43) năm 1989

Năm 1834, Thủy quân Lục chiến Hoa Kỳ được thành lập và nằm dưới quyền của Bộ Hải quân Hoa Kỳ. Trong lịch sử, Hải quân Hoa Kỳ có mối quan hệ độc nhất với Thủy quân Lục chiến Hoa Kỳ, một phần vì cả hai đều chuyên môn về các hoạt động trên biển. Ở cấp bậc cao nhất trong tổ chức dân sự thì Thủy quân Lục chiến Hoa Kỳ là thành phần của Bộ Hải quân Hoa Kỳ và trực tiếp báo cáo với Bộ trưởng Hải quân Hoa Kỳ. Tuy nhiên thủy quân lục chiến được xem là một quân chủng riêng biệt và không phải là một bộ phận nhỏ của Hải quân Hoa Kỳ. Sĩ quan cao cấp nhất của Thủy quân Lục chiến Hoa Kỳ là Tư lệnh Thủy quân Lục chiến Hoa Kỳ sẽ không báo cáo trực tiếp với một sĩ quan nào của Hải quân Hoa Kỳ. Những người nhận huân chương vinh dự của Thủy quân Lục chiến Hoa Kỳ sẽ nhận được huân chương biến cách từ huân chương của Hải quân và các binh sĩ thủy quân lục chiến có quyền nhận cả huân chương Navy Cross. Học viện Hải quân Hoa Kỳ đào tạo các sĩ quan thủy quân lục chiến trong khi đó các sĩ quan hải quân tương lai phải tập huấn với các huấn luyện viên cấp hạ sĩ quan của thủy quân lục chiến tại Trường Tân binh Sĩ quan (Officer Candidate School). Không lực hải quân gồm có cả phi công, nhân viên hàng không, nhân viên phi hành của hải quân và thủy quân lục chiến.
Mối quan hệ này cũng mở rộng tại chiến trường. Với vai trò là lực lượng chuyên xung kích đổ bộ, Thủy quân Lục chiến Hoa Kỳ thường khai triển trên các tàu của Hải quân Hoa Kỳ và tấn công từ đó. Trong lúc được tàu hải quân vận chuyển thì họ phải tuân theo mệnh lệnh của các thuyền trưởng. Các phi đoàn không lực thủy quân lục chiến tập huấn và tác chiến bên cạnh các phi đoàn không lực hải quân. Họ cùng bay thực hiện các sứ mệnh tương tự và thường bay các phi vụ chung với nhau. Các loại phi đoàn không lực khác của hải quân hoạt động từ các con tàu tấn công đổ bộ sẽ hỗ trợ các chiến dịch đổ bộ của thủy quân lục chiến. Các phi đoàn của cả hải quân và thủy quân lục chiến sử dụng các phương thức tác chiến giống nhau. Thủy quân lục chiến không đào tạo tuyên uý, quân y hay bác sĩ; vì thế các sĩ quan và binh sĩ hải quân nhận các trách nhiệm bỏ trống này.

#### Với Tuần duyên Hoa Kỳ
Mặc dù Đạo luật Posse Comitatus, ngăn cấm quân nhân liên bang hoạt động trong lĩnh vực trông coi thi hành pháp luật, chỉ áp dụng đối với không quân và lục quân nhưng luật lệ của Bộ Quốc phòng Hoa Kỳ yêu cầu rằng thủy quân lục chiến và hải quân phải hành động giống như là Đạo luật Posse Comitatus cũng áp dụng đối với họ. Tuần duyên Hoa Kỳ lấp vào chỗ trống này với vai trò trông coi thi hành pháp luật trên biển. Tuần duyên Hoa Kỳ gởi các phân đội thi hành pháp luật làm việc trên các tàu hải quân trong các sứ mệnh dùng tàu hải quân để chặn bắt buôn lậu, nhập cư trái phép hay các hoạt động bất hợp pháp trên biển. Vào thời chiến hoặc khi được lệnh của Tổng thống Hoa Kỳ thì Tuần duyên Hoa Kỳ phục vụ như một bộ phận của hải quân và chịu sự chỉ huy trực tiếp từ Bộ trưởng Hải quân Hoa Kỳ cho đến khi được thuyên chuyển trở lại cho Bộ Nội an Hoa Kỳ. Những lúc khác thì các đơn vị an ninh cảng của Tuần duyên Hoa Kỳ được phái ra hải ngoại để giữ an ninh các quân cảng và cơ sở của Hoa Kỳ ở hải ngoại. Tuần duyên Hoa Kỳ cũng tham dự chung về nhân sự trong các hải đoàn và liên đoàn chiến tranh duyên hải của hải quân nhằm mục đích trông coi nỗ lực phòng vệ các khu vực gần bờ và vùng nước cạn ở hải ngoại.

## Nhân sự

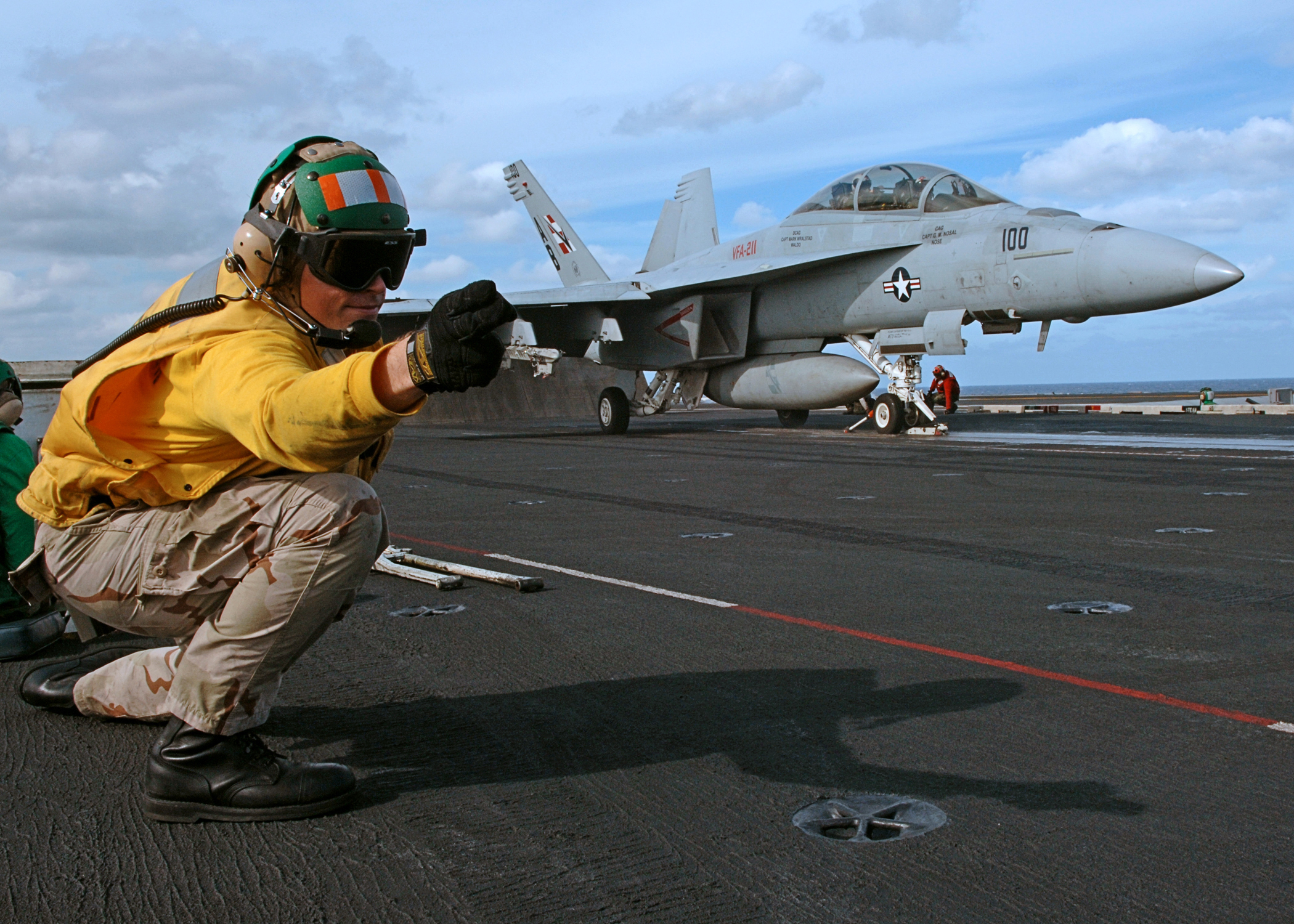
Một thủy thủ trong quân phục tác chiến ra hiệu cho một chiến đấu cơ F/A-18 Super Hornet cất cánh từ hàng không mẫu hạm USS Enterprise (CVN-65).

Hải quân Hoa Kỳ có gần 500.000 binh sĩ, khoảng một phần tư là lực lượng trừ bị sẵn sàng chiến đấu. Trong số các binh sĩ hiện dịch, trên 80% là các thủy thủ và hạ sĩ quan hải quân, khoảng 15% là các sĩ quan hải quân. Số còn lại là học viện thuộc Học viện Hải quân Hoa Kỳ và học viên Quân đoàn Huấn luyện Sĩ quan Trừ bị Hải quân Hoa Kỳ tại trên 180 viện đại học khắp Hoa Kỳ và các học viên sĩ quan khác ở Trường Tân binh Sĩ quan.

### Sĩ quan
Các sĩ quan trong hải quân có cấp bậc lương từ O-1 đến O-10 trong đó bậc lương cao nhất là O-10; những người có bậc lương giữa O-1 đến O-4 được xem là các sĩ quan bậc thấp; O-5 và O-6 là cao cấp. Các sĩ quan từ bậc lương O-7 đến O-10 được gọi là các tướng soái (flag officer) hay "đô đốc". Việc thăng chức đến bậc lương O-8 (chuẩn đô đốc được dựa trên thành tích của một sĩ quan và do chính mình báo cáo và được cấp trên phê chuẩn. Việc thăng chức đến cấp phó đô đốc (O-9) và đô đốc (O-10) dựa trên vị trí công tác đặc biệt được giao phó và phải được Thượng viện Hoa Kỳ phê chuẩn. Cấp bậc trên đô đốc là thủy sư đô đốc (O-11) chỉ được gắn cho bốn sĩ quan trong thời Chiến tranh thế giới thứ hai và chỉ có ý định tưởng thưởng trong lúc có chiến tranh được tuyên bố (tuyên chiến). Năm 1899, một cấp bậc thủy sư đô đốc có tên gọi tiếng Anh là "Admiral of the Navy" được tạo ra để tưởng thưởng cho đô đốc George Dewey, anh hùng của cuộc Chiến tranh Mỹ-Tây Ban Nha nhưng với điều kiện cấp bậc này không còn hiện hữu khi ông mất.
Các sĩ quan thường được chia thành hai nhóm là sĩ quan chủ lực và sĩ quan công chính. Đến lượt sĩ quan chủ lực được phân ra thành hai nhóm nhỏ là có giới hạn và không giới hạn. Sĩ quan chủ lực không giới hạn là thuộc thành phần tư lệnh tác chiến và có quyền chỉ huy các con tàu, các phi đoàn không lực, và các đơn vị hành quân đặc biệt. Các sĩ quan chủ lực có giới hạn thì tập trung vào các lĩnh vực không liên quan đến tác chiến như kỹ thuật và bảo trì; nhóm này không đủ chuẩn để chỉ huy các đơn vị tác chiến. Các sĩ quan công chính là những chuyên viên trong những lĩnh vực chuyên môn của họ và không có liên quan đến quân sự như y tế, khoa học, luật pháp hay kỹ sư công chính.
|  |  |  |  |  |

| Đại tá Captain | Trung tá Commander | Thiếu tá Lieutenant Commander | Đại úy Lieutenant | Trung úy Lieutenant (junior grade) | Thiếu úy Ensign |
| O-6            | O-5                | O-4                           | O-3               | O-2                                | O-1             |
| -------------- | ------------------ | ----------------------------- | ----------------- | ---------------------------------- | --------------- |
|                |                    |                               |                   |                                    |                 |

### Cấp chuẩn uý
Bậc lương chuẩn uý (CWO) là từ bậc W-2 đến cao nhất W-5. Vai trò của các cấp bậc chuẩn úy Hải quân Hoa Kỳ là cung cấp sự chỉ đạo và kỹ năng cho các hoạt động cần thiết và khó khăn nhất trong một chuyên ngành kỹ thuật nào đó. Họ là những nhân tố thích hợp với các công việc mà các sĩ quan chủ lực không phục vụ tốt được vì họ chuyên môn hơn. Cấp bậc chuẩn úy là cấp bậc được thăng lên từ cấp bậc hạ sĩ quan cao cấp và phải tham dự khóa huấn luyện cấp chuẩn úy trước khi nhận nhiệm vụ cấp chuẩn uý.
|  |  |  |  |  |

### Thủy thủ và hạ sĩ quan hải quân
Các thành viên thủy thủ và hạ sĩ quan Hải quân có bậc lương từ E-1 đến E-9 trong đó bậc lương cao nhất là E-9. Các thủy thủ có bậc lương từ E-4 và cao hơn được xem gọi là Petty Officers (tương đương hạ sĩ) trong khi các thủy thủ có bậc lương từ E-7 trở lên được gọi là Chief Petty Officers (trung sĩ hay thượng sĩ). Những ai chứng tỏ có thành tích tốt sẽ được tăng bậc lương. Hai bậc tăng lương nổi bật là từ cấp binh nhất hay seeman lên hạ sĩ tam cấp hay "Petty Officer Third Class" (E-3 đến E-4) và từ hạ sĩ nhất hay "Petty Officer First Class" lên trung sĩ hay "Chief Petty Officer" (E-6 đến E-7).
|  |  |  |  |  |  |  |

| Hạ sĩ nhất (Petty Officer First Class) | Hạ sĩ nhì (Petty Officer Second Class) | Hạ sĩ tam cấp (Petty Officer Third Class) | Binh nhất (Seaman) | Binh nhì (Seaman Apprentice) | Tân binh (Seaman Recruit) |
| Bậc lương E-6                          | Bậc lương E-5                          | Bậc lương E-4                             | Bậc lương E-3      | Bậc lương E-2                | Bậc lương E-1             |
| -------------------------------------- | -------------------------------------- | ----------------------------------------- | ------------------ | ---------------------------- | ------------------------- |
|                                        |                                        |                                           |                    |                              | Không quân hàm            |

## Các căn cứ hải quân

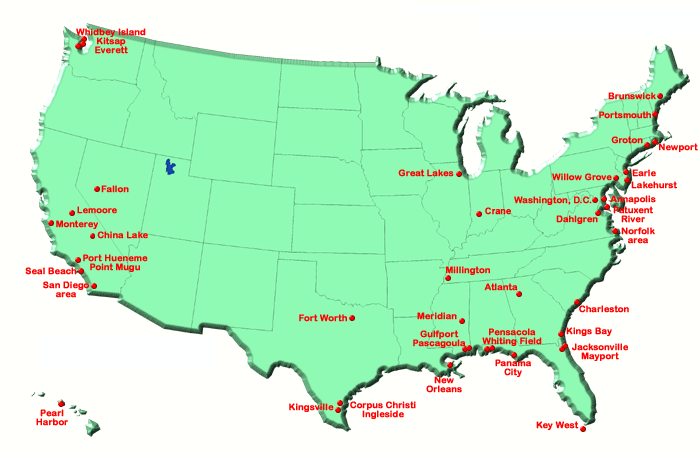
Bản đồ các căn cứ hải quân tại Hoa Kỳ.

Vì lực lượng lớn, nhiều sứ mạng phức tạp cũng như sự hiện diện khắp trên thế giới nên Hải quân Hoa Kỳ đòi hỏi một số lượng lớn các cơ sở vật chất hải quân để hỗ trợ các hoạt động của mình. Mặc dù đa số các căn cứ nằm ở Hoa Kỳ nhưng Hải quân Hoa Kỳ cũng có nhiều cơ sở vật chất ở hải ngoại, có cả tại những lãnh thổ mà Hoa Kỳ đang kiểm soát và tại các quốc gia khác theo các thỏa ước được ký kết.

### Đông Hoa Kỳ
Nơi tập trung nhiều nhất các cơ sở căn cứ của hải quân là ở Hampton Roads, Virginia. Tại đây hải quân sử dụng khoảng trên 146 km² (36.000 mẫu Anh) đất, gồm có Căn cứ Hải quân Norfolk là cảng nhà của Hạm đội Đại Tây Dương, Căn cứ Không lực Hải quân Oceana, Căn cứ Hành quân Đổ bộ Hải quân Little Creek là căn cứ của lực lượng đổ bộ hải quân, cũng như một số các xưởng đóng sửa chữa tàu thương mại và tàu hải quân để phục vụ các tàu của Hải quân Hoa Kỳ. Tiểu bang Florida là nơi có ba căn cứ hải quân lớn: Căn cứ Hải quân Mayport là căn cứ lớn thứ tư của hải quân nằm gần Jacksonville, Florida, Căn cứ Không lực Hải quân Jacksonville là căn cứ chiến tranh chống tàu ngầm, và Căn cứ Không lực Hải quân Pensacola là nơi có Bộ tư lệnh Đào tạo và Giáo dục Hải quân và có Trung tâm Huấn luyện Kỹ thuật Không lực Hải quân mà cung cấp huấn luyện đặc biệt cho các binh sĩ chuyên ngành về hàng không và cũng là căn cứ huấn luyện bay chính yếu cho Hải quân và Thủy quân Lục chiến Hoa Kỳ. Các căn cứ tàu ngầm chính của Hải quân Hoa Kỳ trên bờ phía đông Hoa Kỳ được đặt tại Groton, Connecticut và Kings Bay, Georgia. Cũng có các căn cứ hải quân tại Portsmouth, New Hampshire và Brunswick, Maine. Căn cứ Hải quân Great Lakes ở phía bắc Chicago, tiểu bang Illinois là nơi có trại huấn luyện các binh sĩ tân binh của Hải quân Hoa Kỳ.

### Tây Hoa Kỳ và Hawaii

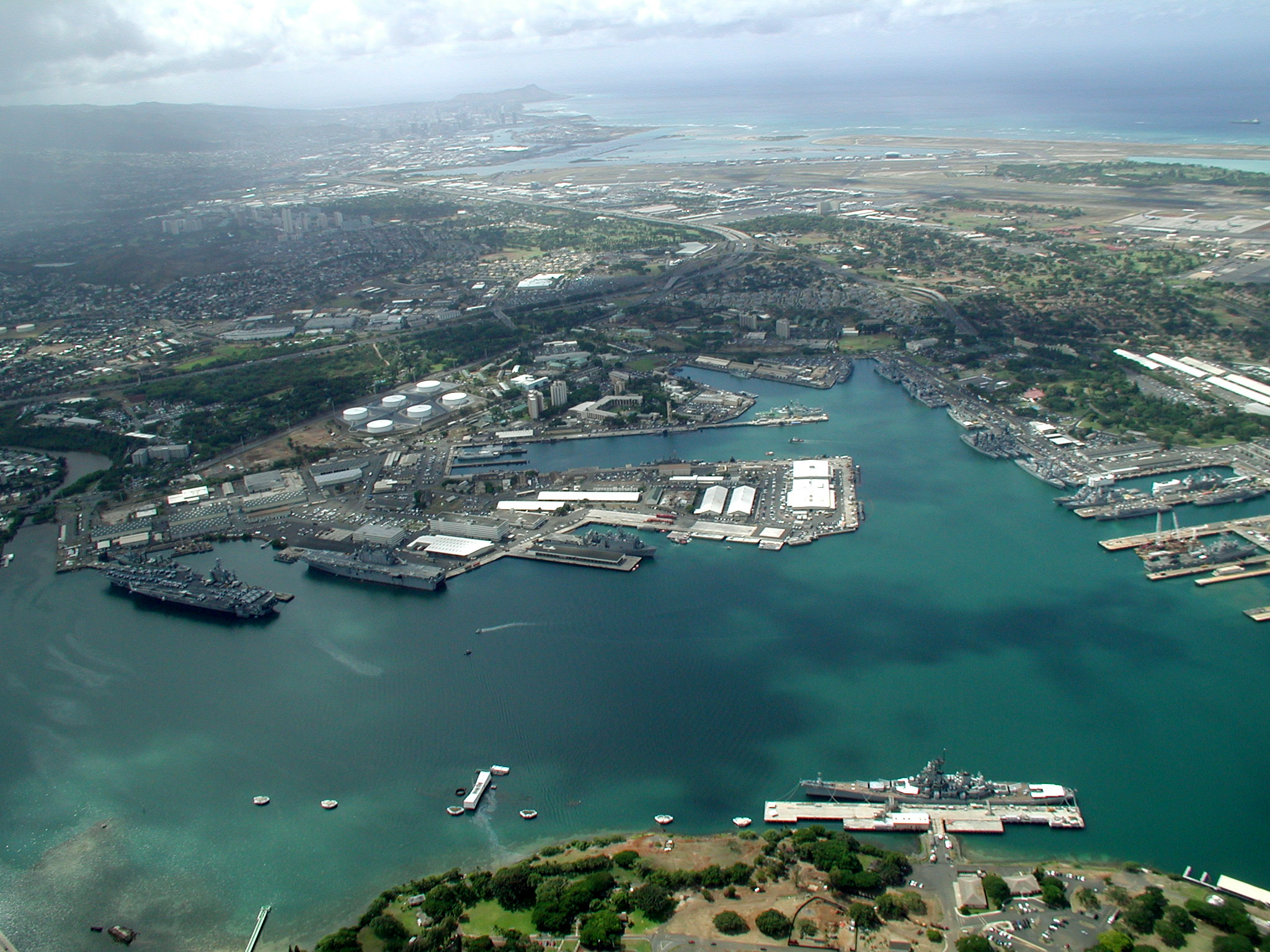
Căn cứ Hải quân Trân Châu Cảng nhìn từ trên không năm 2004

Khu căn cứ phức hợp lớn nhất của Hải quân Hoa Kỳ là Căn cứ Vũ khí Không lực Hải quân China Lake tại tiểu bang California chiếm khoảng một diện tích 4500 km²) đất hay tương đương khoảng 1/3 toàn bộ đất sở hữu của Hải quân Hoa Kỳ.
Căn cứ Hải quân San Diego, California là khu căn cứ chính của Hạm đội Thái Bình Dương (mặc dù tổng hành dinh của hạm đội được đặt tại Trân Châu Cảng). Căn cứ Không lực Hải quân North Island nằm ở phía bắc Coronado và là nơi có tổng hành dinh của Các lực lượng Không lực Hải quân và Không lực Hải quân Thái Bình Dương gồm phần lớn các phi đoàn trực thăng của Hạm đội Thái Bình Dương, và một phần của hạm đội hàng không mẫu hạm bờ Tây Hoa Kỳ. Trung tâm Chiến tranh Đặc biệt Hải quân là trung tâm đào tạo chính cho các lực lượng SEAL (lực lượng biệt kích hải quân hành quân bằng cả đường không, thủy và bộ) và cũng nằm tại Coronado. Khu vực có nhiều căn cứ hải quân khác trên duyên hải phía Tây Hoa Kỳ là Puget Sound, tiểu bang Washington. Trong số đó có Căn cứ Hải quân Everett là một trong số ít căn cứ mới và Hải quân Hoa Kỳ cho rằng cơ sở và phương tiện của nó là hiện đại nhất. Căn cứ Không lực Hải quân Fallon ở tiểu bang Nevada phục vụ với vai trò như bãi tập chính cho các phi công cường kích Hải quân Hoa Kỳ và đây cũng là nơi có Trung tâm Chiến tranh Không lực Cường kích Hải quân. Các căn cứ không lực dành cho đủ các chủng loại phi cơ (master jet base) cũng có ở California như Căn cứ Không lực Hải quân Lemoore và ở tiểu bang Washington như Căn cứ Không lực Hải quân Whidbey Island trong khi đó các hoạt động thử nghiệm bay và các loại phi cơ có hệ thống cảnh báo sớm trên hàng không mẫu hạm được đặt tại Căn cứ Không lực Hải quân Point Mugu, tiểu bang California. Lực lượng hải quân ở Hawaii có trung tâm đặt tại Căn cứ Hải quân Trân Châu Cảng là nơi có tổng hành dinh của Hạm đội Thái Bình Dương và nhiều bộ tư lệnh trực thuộc của hạm đội.

### Các lãnh thổ của Hoa Kỳ
Guam, một hải đảo chiến lược nằm trong Tây Thái Bình Dương, có một lực lượng đáng kể Hải quân Hoa Kỳ trong đó có Căn cứ Hải quân Guam. Là lãnh thổ viễn tây nhất của Hoa Kỳ, Guam có một hải cảng nước sâu tự nhiên, có khả năng che chắn cho các hàng không mẫu hạm trong lúc có tình trạng khẩn cấp. Căn cứ không lực hải quân của Guam không còn được sử dụng nữa vào năm 1995 và các hoạt động bay của nó được chuyển sang Căn cứ Không quân Andersen lân cận. Puerto Rico trong vùng biển Caribbe từng là nơi có Căn cứ Hải quân Roosevelt Roads nhưng đã bị đóng vào năm 2004 ngay sau khi khu vực huấn luyện bắn đạn thật bị đóng trên đảo Vieques gần đó.

### Tại các quốc gia

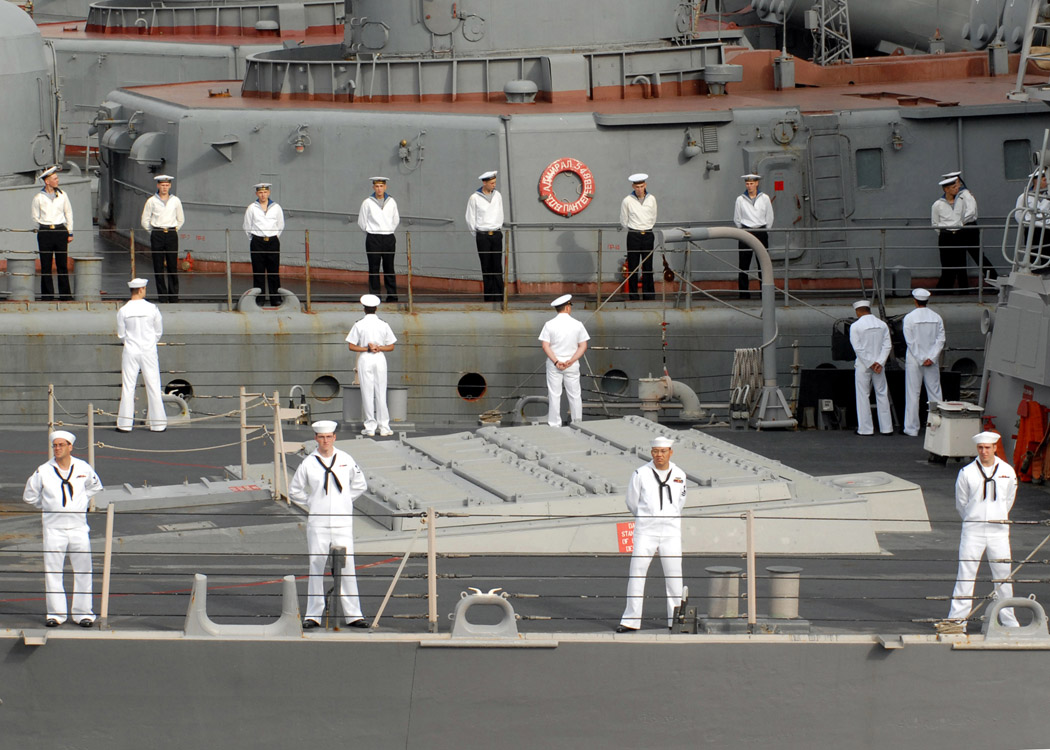
Chiến hạm USS Curtis Wilbur (DDG 54) của Hải quân Hoa Kỳ (phía gần) giao lưu cùng Hải quân Liên bang Nga (phía xa) ở thành phố Vladivostok năm 2007

Căn cứ hải ngoại lớn nhất là ở Yokosuka, Nhật Bản, nơi đây phục vụ như cảng nhà cho hạm đội triển khai tiền phương lớn nhất của Hải quân Hoa Kỳ và là căn cứ hoạt động của hải quân trong vùng Tây Thái Bình Dương. Vào đầu năm 2013 thì 42 trong số 52 tàu hải quân của Mỹ hoạt động tại vùng Viễn Đông dùng căn cứ Yokosuka, Guam và Singapore.
Các hoạt động hải quân ở châu Âu thì sử dụng các cơ sở tiện ích tại Ý (Căn cứ Hải quân Sigonella và Căn cứ Viễn thông và Điện toán Hải quân Naples, Italy), Căn cứ Hải quân Rota, Tây Ban Nha và Hy Lạp. Naples đóng vai trò là cảng nhà của Đệ thất Hạm đội Hoa Kỳ và Bộ tư lệnh Hải quân châu Âu có căn cứ ở Gaeta. Tại Trung Đông, các cơ sở tiện ích của hải quân đặc biệt nằm gần như trong các quốc gia giáp vịnh Ba Tư. Manama, Bahrain phục vụ với vai trò là tổng hành dinh của Bộ tư lệnh Các lực lượng Hải quân Hoa Kỳ đặc trách miền Trung và Đệ ngũ Hạm đội Hoa Kỳ. Căn cứ Hải quân vịnh Guantanamo ở Cuba là cơ sở hải ngoại xưa nhất và được biết tiếng trong những năm gần đây vì đó là nơi giam giữ các nghi can khủng bố thuộc al-Qaeda.

## Hoạt động giao lưu
Hải quân Hoa Kỳ thường xuyên tổ chức thăm và giao lưu với Hải quân với các nước kể cả với các nước không phải là đồng minh như Trung Quốc, Nga hay Việt Nam.

## Các loại tàu
Tên của các tàu được ủy nhiệm (commissioned) của Hải quân Hoa Kỳ đều bắt đầu bằng ba mẫu tự "USS", viết tắt từ các chữ "United States Ship", có nghĩa là "tàu Hoa Kỳ". Các tàu do dân sự điều khiển hay các tàu không được ủy nhiệm (non-commissioned) của Hải quân Hoa Kỳ thì có tên bắt đầu bằng các mẫu tự "USNS", viết tắt từ "United States Naval Ship", có nghĩa là "tàu Hải quân Hoa Kỳ". Tên của các con tàu là do Bộ trưởng Hải quân Hoa Kỳ chính thức chọn lựa, thường là để vinh danh một người quan trọng hay một địa danh quan trọng. Ngoài ra, mỗi con tàu đều có số hiệu thân tàu bằng mẫu tự (thí dụ như CVN hay DDG) để chỉ chủng loại và số của con tàu. Tất cả các con tàu của hải quân đều được ghi vào sổ đăng ký tàu của hải quân để theo dõi dữ liệu, thí dụ như tình trạng hiện tại của con tàu, ngày bàn giao cho hải quân, và ngày kết thúc phục vụ của nó. Các con tàu sẽ được xóa khỏi danh sách đăng ký trước khi nó bị hủy bỏ lấy sắt vụn. Hải quân cũng duy trì một hạm đội trừ bị gồm các tàu án binh bất động và sẽ sử dụng đến khi cần.
Hải quân Hoa Kỳ là một trong những lực lượng hải quân đầu tiên trên thế giới gắn động cơ phản ứng hạt nhân trên các tàu hải quân. Ngày nay, năng lượng hạt nhân được dùng để chạy toàn bộ các tàu ngầm và hàng không mẫu hạm hiện dịch của Hoa Kỳ. Trong trường hợp Hàng không mẫu hạm lớp-Nimitz, hai động cơ phản ứng hạt nhân của nó cho phép nó hoạt động gần như không có giới hạn về tầm xa và cung cấp đủ điện năng cho một thành phố có 100.000 dân. Hải quân Hoa Kỳ trước đây có các tuần dương hạm và khu trục hạm chạy bằng năng lượng hạt nhân nhưng bây giờ đã loại bỏ tất cả.
Hải quân Hoa Kỳ cần khoảng 313 chiến hạm nhưng với ngân sách giới hạn chỉ có thể duy trì lực lượng 284 tàu.

### Tàu sân bay

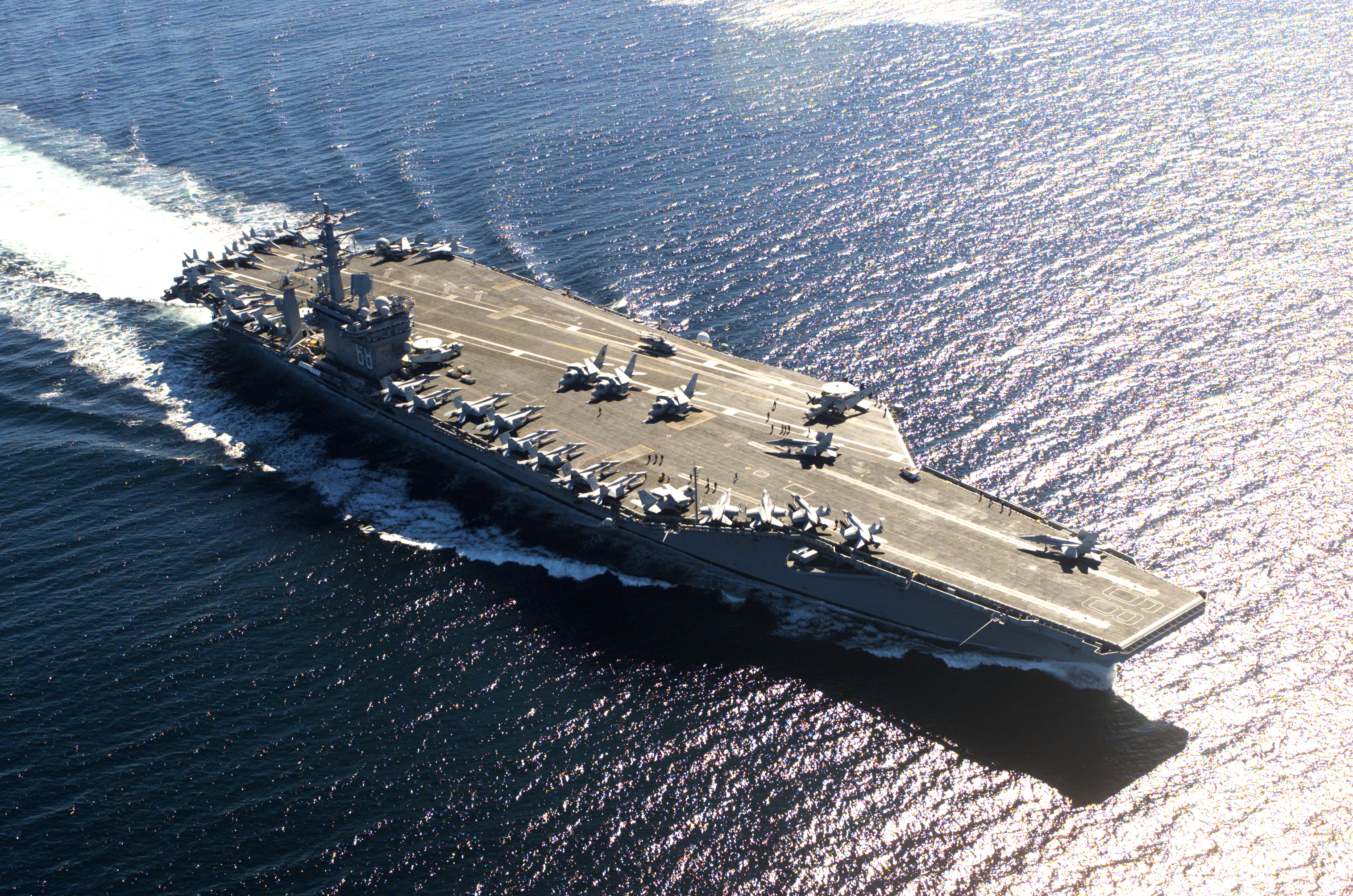
Tàu sân bay lớp Nimitz USS Nimitz (CVN-68)

Vì khả năng của chúng đặt đa số các quốc gia trong tầm không kích của Hoa Kỳ nên các hàng không mẫu hạm là những lực lượng nền tảng của chiến lược răn đe và triển khai tiền phương của Hoa Kỳ. Nhiều hàng không mẫu hạm được triển khai khắp thế giới để cung cấp sự hiện diện quân sự, phản ứng nhanh với các cuộc khủng hoảng và tham dự vào các cuộc tập trận chung với các lực lượng đồng minh. Chính vì vậy mà Hải quân Hoa Kỳ ám chỉ các hàng không mẫu hạm lớp-Nimitz là 4,5 mẫu Anh lãnh thổ Mỹ lưu động và có chủ quyền". Cựu tổng thống Bill Clinton đã tóm lược tầm quan trọng của các hàng không mẫu hạm như sau khi phát biểu rằng "tại Washington, khi nghe các cuộc khủng hoảng bùng nổ thì không phải là vô ý khi câu hỏi đầu tiên từ miệng của mọi người là: chiếc hàng không mẫu hạm gần nhất là ở đâu?" Sức mạnh và sự uyển chuyển của một hàng không mẫu hạm là nằm trong các phi cơ thuộc không đoàn hàng không mẫu hạm của nó. Một không đoàn hàng không mẫu hạm gồm có cả phi cơ cánh quạt (trực thăng) và phi cơ cánh cố định (phản lực cơ) có khả năng thực hiện trên 150 phi vụ không kích ngay lập tức và tập kích trên 700 mục tiêu trong ngày. Các không đoàn hàng không mẫu hạm cũng có thể bảo vệ các lực lượng bạn, tiến hành chiến tranh điện tử, hỗ trợ các chiến dịch đặc biệt, và thực hiện các sứ mệnh tìm kiếm và cứu cấp. Ngoài ra các hàng không mẫu hạm cũng giúp thực hiện các chiến dịch trên không, phục vụ như các bộ tư lệnh cho các liên đoàn tác chiến lớn hay các lực lượng đặc nhiệm đa quốc gia. Các hàng không mẫu hạm của Hải quân Hoa Kỳ cũng có thể làm nơi lên xuống cho các phi cơ của hải quân các quốc gia khác, thí dụ như các phi cơ Rafale của Hải quân Pháp sử dụng sàn bay hàng không mẫu hạm của Hải quân Hoa Kỳ trong các cuộc thao vợt hải quân.
Một hàng không mẫu hạm thường được triển khai cùng với một số chiến hạm khác, tạo thành một liên đoàn tác chiến hàng không mẫu hạm. Các tàu hỗ trợ thường gồm 2 tuần dương hạm và 2 khu trục hạm có trang bị Hệ thống Chiến đấu Aegis và 1 tàu ngầm tấn công. Các tàu hỗ trợ này có nhiệm vụ bảo vệ hàng không mẫu hạm chống lại các mối đe dọa từ trên không, dưới mặt biển và trên mặt biển cũng như cung cấp thêm khả năng tác chiến của liên đoàn. Ngoài ra cũng có một tàu vận tải hỗn hợp hỗ trợ liên đoàn về mặt tiếp vận quân trang quân dụng và các thứ cần thiết khác.

#### Tàu sân bay lớp Nimitz
(10 chiếc đang phục vụ)
- Chiều dài: 333m
- Chiều rộng: 40,84m (sàn bay 76,8m)
- Trọng tải: 97000 tấn
- Tốc độ: 55 km/h
- Thủy thủ đoàn: 3200 (thủy thủ) 2480 (không đoàn)
- Vũ khí: tên lửa NATO Sea Sparrow, pháo Phalanx CIWS, tên lửa rolling Airframe Missile (RAM)
- Số máy bay: 75

Tàu và cảng nhà:
- USS Nimitz (CVN-68), Bremerton, Washington
- USS Dwight D. Eisenhower (CVN-69), Norfolk, Virginia
- USS Carl Vinson (CVN-70), North Island, San Diego, California.
- USS Theodore Roosevelt (CVN-71), North Island, San Diego, California
- USS Abraham Lincoln (CVN-72), Norfolk, Virginia
- USS George Washington (CVN-73), Căn cứ hải quân Yokosuka, Nhật Bản
- USS John C. Stennis (CVN-74), Bremerton, Washington
- USS Harry S. Truman (CVN-75), Norfolk, Virginia
- USS Ronald Reagan (CVN-76), Căn cứ hải quân Yokosuka, Nhật Bản
- USS George H.W. Bush (CVN-77), Norfolk, Virginia

#### Tàu sân bay lớp Gerald R. Ford
(1 đang hoạt động, 1 đang hoàn thiện, 1 đang xây dựng)
- Chiều dài: 337 m
- Chiều rộng: 41m (sàn bay 78m)
- Chiều cao: 76m (các tàu Nimitz là 74m)
- Trọng tải: 100.000 tấn
- Mớn nước: 12m
- Thủy thủ đoàn: 4660 người
- Vũ khí: tên lửa Evolved Sea Sparrow, tên lửa Rolling Airframe, pháo Phalanx CIWS
- Số máy bay: 85

Tàu và cảng nhà:
- USS Gerald R. Ford (CVN-78), Norfolk, Virginia
- USS John F. Kennedy (CVN-79), Newport News, Virginia
- đang xây dựng: USS Enterprise (CVN-80)

### Tàu đổ bộ

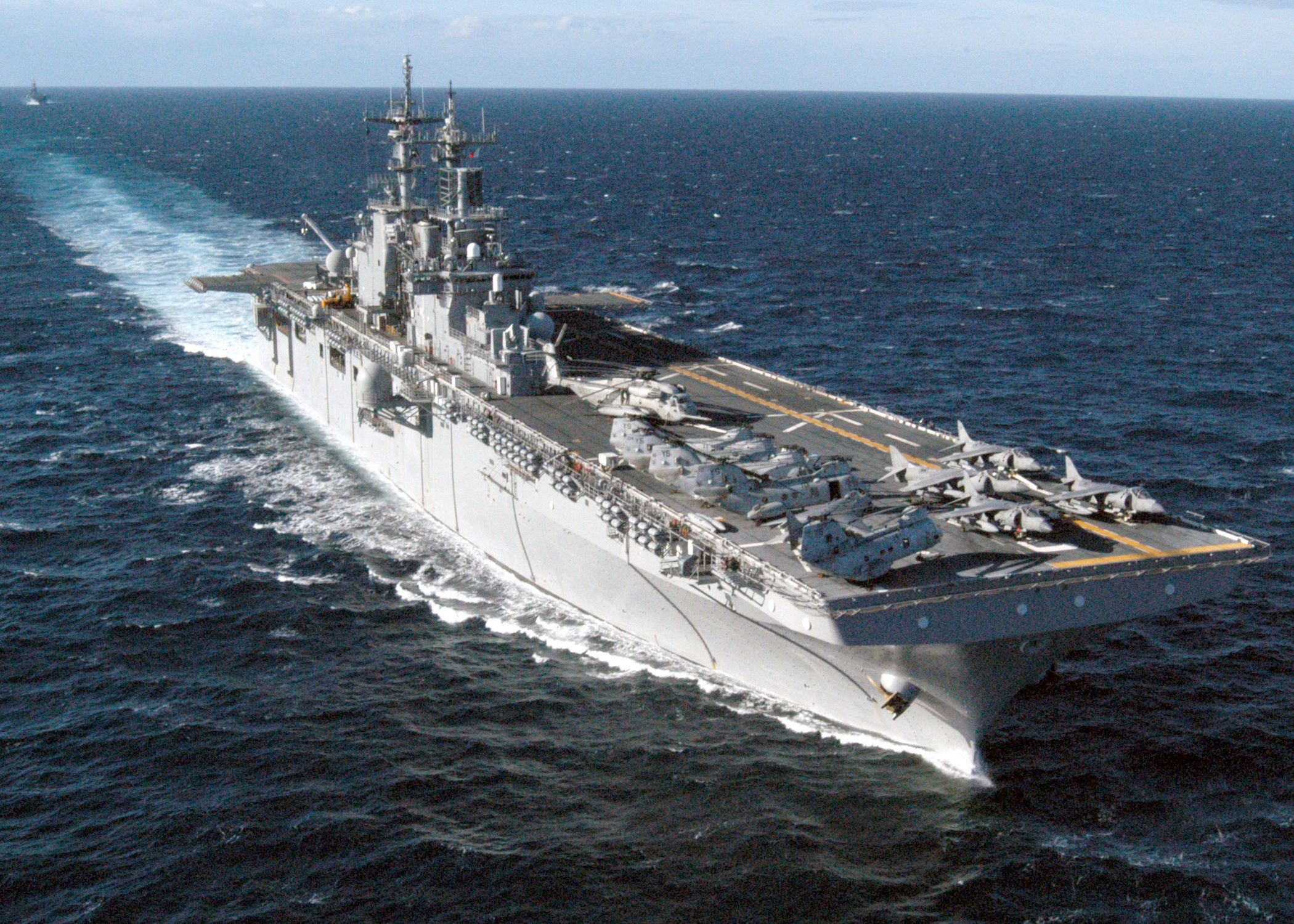
USS Kearsarge (LHD 3), một tàu tấn công đổ bộ lớp-Wasp tại Địa Trung Hải năm 2003

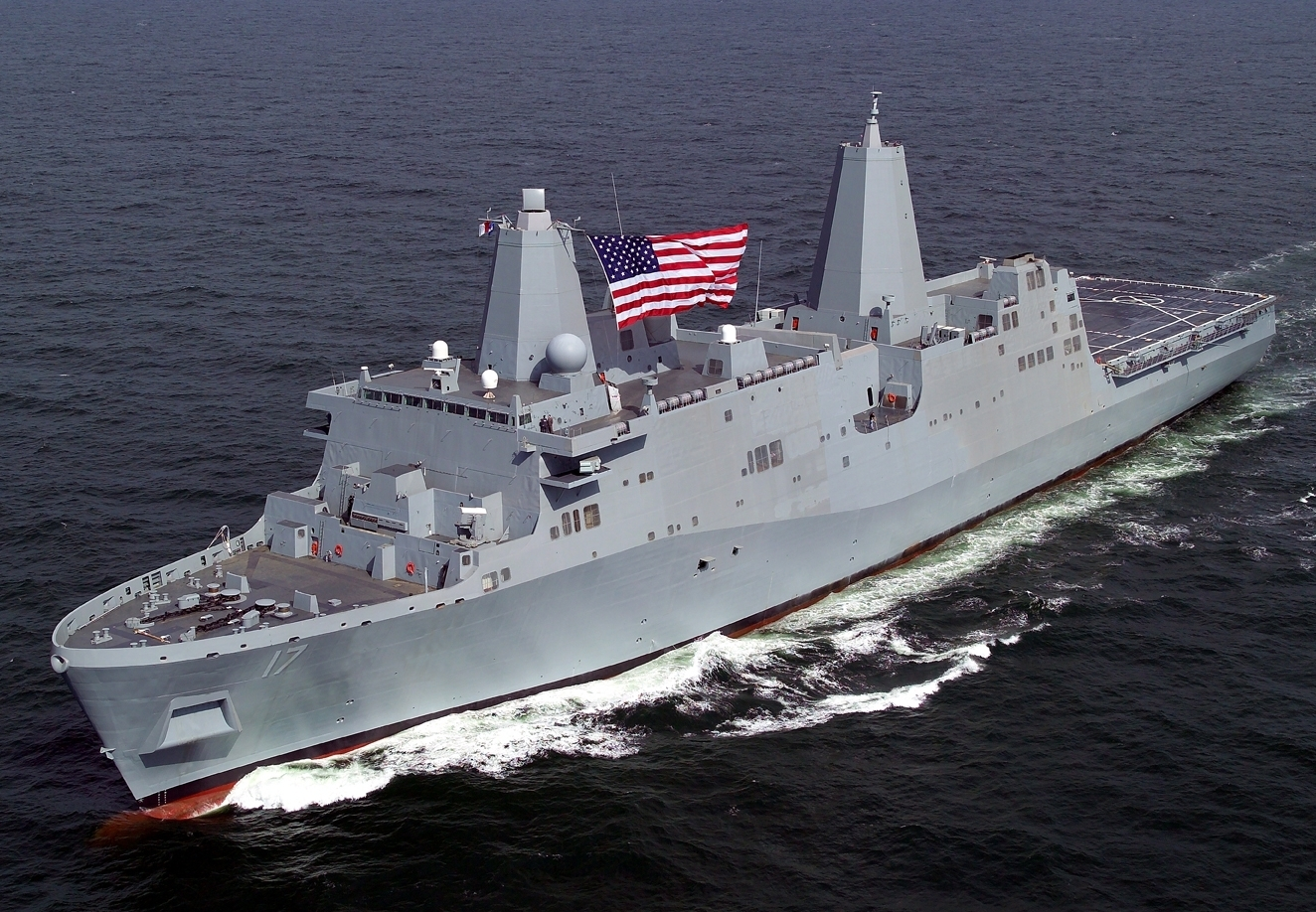
Chiếc USS San Antonio (LPD-17), một tàu vận tải đổ bộ lớp San Antonio

#### Tàu tiến công đổ bộ (Amphibious Assault Ships - LHA/LHD/LHA(R))
Là lực lượng nòng cốt của chiến tranh đổ bộ Hoa Kỳ. Các tàu này lấp đầy chỗ trống sức mạnh tương tự như các hàng không mẫu hạm, chỉ khác một điều là lực lượng tấn công của chúng là các lực lượng trên bộ (trực thăng trên các tàu được dùng để đổ bộ binh sĩ) hơn là các phi cơ. Các tàu này cung cấp, chỉ huy, điều hợp và hỗ trợ toàn diện cho tất cả thành phần của một đơn vị Thủy quân Lục chiến Viễn chinh Hoa Kỳ gồm khoảng 1900 binh sĩ trong một cuộc tấn công sử dụng cả các loại xe và phi cơ đổ bộ. Giống như những hàng không mẫu hạm loại nhỏ, các tàu tiến công đổ bộ có khả năng thực hiện các chiến dịch sử dụng loại phi cơ cánh cố định lên xuống thẳng đứng, phi cơ cất và hạ cánh sử dụng đường băng ngắn hay các loại phi cơ cánh quạt. Chúng cũng có một sàn sát mặt nước để hỗ trợ cho việc sử dụng các tàu đổ bộ chạy trên đệm không khí (landing craft air cushion) và các loại xuồng tấn công đổ bộ khác. Hiện tại các tàu tiến công đổ bộ đã bắt đầu được triển khai như lực lượng trung tâm của một liên đoàn viễn chinh tấn công. Một liên đoàn viễn chinh tấn công thường gồm có tàu tấn công đổ bộ, tàu vận tải đổ bộ (amphibious transport dock), tàu bến đổ bộ (Dock Landing Ship)phục vụ chiến tranh đổ bộ và một tuần dương hạm,1 khu trục hạm có trang bị hệ thống Aegis, 1 tàu khinh hạm và tàu ngầm tấn công để phòng vệ cho liên đoàn. Ngoài ra còn có các máy bay cường kích cất cánh ngắn /hạ cánh thẳng đứng AV-8B Harrier II, trực thăng tấn công AH-1W Super Cobra, trực thăng vận tải CH-53E Super Stallion, CH-46D Sea Knight. Các tàu tiến công đổ bộ thường được đặt tên theo các hàng không mẫu hạm nổi tiếng thời Chiến tranh thế giới thứ hai.

##### Tàu tấn công đổ bộ lớp Tarawa
- Tổng số: 2 chiếc đang phục vụ:
- Trọng tải 39.400 tấn
- Tốc độ 44 km/h
- Chiều dài 249,9 M
- Chiều rộng 31,8m
- Thủy thủ đoàn gồm 964 (82 sĩ quan) 1900 lính thủy đánh bộ.
- Vũ khí gồm có: 2 dàn tên lửa RAM, 2 pháo Phalanx 20 mm CIWS 3 súng.50 cal., 4 súng 25mm Mk 38.
- Máy bay: 6 máy bay cường kích 6 AV-8B Harrier,4 trực thăng tấn công AH-1W Super Cobra, 12 trực thăng vận tải hạng nhẹ CH-46 SeaKnight, 4 trực thăng hạng trung CH-53E Sea Stallion, 3 trực thăng UH-1N Huey,
- Phương tiện đổ bộ: 2-4 tàu đệm khí hoặc 2 tàu LCU

Tàu và cảng nhà:
- USS Nassau (LHA 4) Norfolk, VA;
- USS Peleliu (LHA 5) San Diego, CA

##### Tàu tấn công đổ bộ lớp Wasp
- Tổng số: 8 chiếc đang phục vụ
- Chiều dài: 235,2m
- Chiều rộng:31,8 m
- Trọng tải:41000 tấn
- Tốc độ:38 km/h
- Thủy thủ đoàn: 1070 (66 sĩ quan) 1900 lính thủy đánh bộ.
- Vũ khí gồm 2 dàn tên lửa RAM, 2 dàn tên lửa NATO Sea Sparrow,3 pháo 20mm Phalanx CIWS (2 ở LHD 5-8), 4 súng máy.50 cal, 4 súng máy 25 mm Mk 38 (LHD 5-8 có 3 súng 25 mm Mk 38).
- Máy bay: 6 máy bay cường kích 6 AV-8B Harrier, 4 trực thănh tấn công AH-1W Super Cobra,12 trực thăng vận tải hạng nhẹ CH-46 Sea Knight, 4 trực thăng hạng trung CH-53E Sea Stallion, 3 trực thăng UH-1N Huey,
- Phương tiện đổ bộ: 3 tàu đệm khí, hoặc 2 tàu LCU

Tàu và cảng nhà:
- USS Wasp (LHD 1) Norfolk, VA
- USS Essex (LHD 2) Sasebo, Japan
- USS Kearsarge (LHD 3) Norfolk, VA
- USS Boxer (LHD 4) San Diego, CA
- USS Bataan (LHD 5) Norfolk, VA
- USS Bonhomme Richard (LHD 6) San Diego, CA
- USS Iwo Jima (LHD 7) Norfolk, VA
- USS Makin Island (LHD 8) San Diego, CA

##### Tàu tấn công đổ bộ lớp America
- Tổng số: 1 đang được đóng
- Chiều dài: 257.3m
- Chiều rộng: 32.3m
- Trọng tải: 44.971 tấn
- Tốc độ: 38 km/h
- Thủy thủ đoàn: 1059 (65 sĩ quan), 1900 lính thủy đánh bộ
- Vũ khí: 2 dàn tên lửa Rolling Airframe Missile (RAM), 2 dàn tên lửa Seasparrow Missile (với Evolved Sea Sparrow Missile (ESSM)); 2 pháo 20mm Phalanx CIWS, 7 súng máy twin.50 cal
- Máy bay: F-35B Joint Strike Fighters (JSF) STOVL aircraft; Máy bay vận tải lai trực thăng MV-22 Osprey VTOL tiltrotors; trực thăng vận tải CH-53E Sea Stallion, UH-1Y Huey; Trực thăng tấn công AH-1Z Super Cobra; trực thăng chống ngầm MH-60S Seahawk
- Phương tiện đổ bộ: Tàu đệm khí

#### Tàu vận tải đổ bộ (amphibious transport dock)
Là loại chiến hạm mà có khả năng chở, vận chuyển, và đổ bộ thủy quân lục chiến, tiếp liệu và trang bị với vai trò hỗ trợ trong các sứ mệnh chiến tranh đổ bộ từ biển vào. Với một sàn bay, các tàu vận tải đổ bộ cũng có khả năng phục vụ như một tàu hàng không thứ hai hỗ trợ cho một liên đoàn viễn chinh. Tất cả các tàu vận tải đổ bộ có thể chở các trực thăng, các tàu đổ bộ chạy trên đệm không khí hay các loại xe lội nước đổ bộ thông thường khác. Các tàu vận tải đổ bộ lớp San Antonio mới đã được thiết kế đặc biệt để vận chuyển tất cả ba thành phần lưu động của thủy quân lục chiến: xe chiến đấu viễn chinh, phi cơ có cánh quạt di động V-22 Osprey và tàu đổ bộ chạy trên đệm không khí như đã được nói ở trên. Các tàu vận tải đổ bộ được đặt tên của các thành phố, ngoại trừ tàu USS Mesa Verde (LPD-19) được đặt tên của Công viên Quốc gia Mesa Verde ở tiểu bang Colorado, và hai chiếc khác được đặt tên để tưởng niệm nạn nhân vụ tấn công 11 tháng 9: USS New York (LPD-21) cho tiểu bang New York, và USS Somerset (LPD-25) cho Quận Somerset, Pennsylvania.

##### Tàu vận tải đổ bộ lớp Austin
- Tổng số: 3 chiếc đang phục vụ
- Chiều dài:171m
- Chiều rộng: 25,2m
- Trọng tải: 17000 tấn
- Tốc độ:38,7 km/h
- Thủy thủ đoàn:420 người (24 sĩ quan) 900 lính thủy đánh bộ.
- Vũ khí gồm: 2 pháo 25mm Mk 38,2 pháo phòng không Phalanx CIWS và 8 súng máy.50-calibre.
- Máy bay: 6 trực thăng CH-46 Sea King

Tàu và cảng nhà:
- USS Cleveland (LPD 7) San Diego, CA
- USS Denver (LPD 9) Sasebo, Japan
- USS Dubuque (LPD 8) San Diego, CA

##### Tàu vận tải đổ bộ lớp San Antonio
- Tổng số: 9 chiếc đang phục vụ
- Chiều rộng: 208,5m
- Chiều rộng: 31,9m
- Trọng tải 25.586 tấn
- Tốc độ 40 km/h
- Thủy thủ đoàn 360 (28 sĩ quan) 800 lính thủy đánh bộ.
- Vũ khí gồm: 2 pháo MK 46 Mod; 2 bệ phóng tên lửa Rolling Airframe: 9 súng máy calibre 50.
- Máy bay: 2 trực thăng vận tải CH53E Super Stallion hay 2 MV-22 Osprey tilt hoặc 4 CH-46 Sea Knight, 1 trực thăng tấn công AH-1 hay UH-1.
- 2 tàu đệm hơi hoặc 1 tàu đổ bộ, 14 xe tăng Expeditionary

Tàu và cảng nhà:
- USS San Antonio (LPD 17) Norfolk, VA
- USS New Orleans (LPD 18) San Diego, CA
- USS Mesa Verde (LPD 19) Norfolk, VA
- USS Green Bay (LPD 20) San Diego, CA
- USS New York (LPD 21) Norfok, VA
- USS San Diego (LPD 22), San Diego, CA
- USS Anchorage (LPD 23), San Diego, CA
- USS Arlington (LPD 24),Norfok, VA
- USS Somerset (LPD25),

#### Tàu bến đổ bộ (dock landing ship)
- Là loại tàu vận tải đổ bộ loại trung được thiết kế đặc biệt để hỗ trợ và chuyên chở các tàu đổ bộ chạy trên đệm không khí mặc dù nó cũng có thể chở các loại xe lội nước tấn công đổ bộ khác của Hoa Kỳ. Tàu bến đổ bộ thường được triển khai trong vai trò là một thành phần của đội tàu tấn công đổ bộ của một liên đoàn viễn chinh tấn công. Chúng hoạt động như một sàn đổ bộ thứ hai của các tàu đổ bộ chạy trên đệm không khí. Tất cả các tàu bến đổ bộ được đặt tên địa danh của Hoa Kỳ.

##### Tàu bến đổ bộ lớp Whidbey Island
- Tổng số: 8 đang phục vụ
- Chiều dài: 185,6m
- Chiều rộng: 25,2m
- Trọng tải: 15.939
- Tốc độ 38: km/h
- Thủy thủy đoàn: 413 (22 sĩ quan) 504 lính thủy đánh bộ.
- Vũ khí gồm 2 súng 25mm MK 38, 2 pháo 20mm Phalanx CIWS, 6 súng.50 cal, 2 dàn tên lửa Rolling Airframe Missile (RAM).
- 4 tàu đổ bộ đệm hơi

Tàu và cảng nhà:
- USS Whidbey Island (LSD 41) Little Creek, VA
- USS Germantown (LSD 42) Sasebo, Japan
- USS Fort McHenry (LSD 43) Little Creek, VA
- USS Gunston Hall (LSD 44) Little Creek, VA
- USS Comstock (LSD 45) San Diego, CA
- USS Tortuga (LSD 46) Sasebo, Japan
- USS Rushmore (LSD 47) San Diego, CA
- USS Ashland (LSD 48) Little Creek, VA

##### Tàu bến đổ bộ lớp Harpers Ferry
- Tổng số: 4 đang phục vụ
- Chiều dài: 185,6m
- Chiều rộng: 25,2m
- Trọng tải: 16.708 tấn
- Tốc độ: 38 km/h
- Thủy thủ đoàn: 419 (22 sĩ quan) 504 lính thủy đánh bộ.
- Vũ khí gồm: 2 súng 25mm MK 38, 2 pháo 20mm Phalanx CIWS, 6 súng máy.50 cal,

2 dàn tên lửa Rolling Airframe Missile (RAM). 
- 2 tàu đổ bộ đệm hơi

Tàu và cảng nhà:
- USS Harpers Ferry (LSD 49) San Diego, CA
- USS Carter Hall (LSD 50) Little Creek, VA
- USS Oak Hill (LSD 51) Little Creek, VA
- USS Pearl Harbor (LSD 52) San Diego, CA

#### Tàu chỉ huy đổ bộ

##### Tàu chỉ huy đổ bộ lớp Blue Ridge
- Tổng số: 2 chiếc đang phục vụ.
- Chiều dài: 634 feet (190 m).
- Chiều rộng: 108 feet (32 m).
- Trọng tải: 18,874 tấn
- Tốc độ: 42.4 km/h
- Thủy thủ đoàn: 842 (52 sĩ quan)
- Trực thăng: tất cả các loại trừ CH-53 Sea Stallion

Tàu và cảng nhà:
- USS Blue Ridge (LCC 19), Yokosuka, Japan
- USS Mount Whitney (LCC 20), Gaeta, Italy

### Lực lượng tàu tấn công, hộ tống

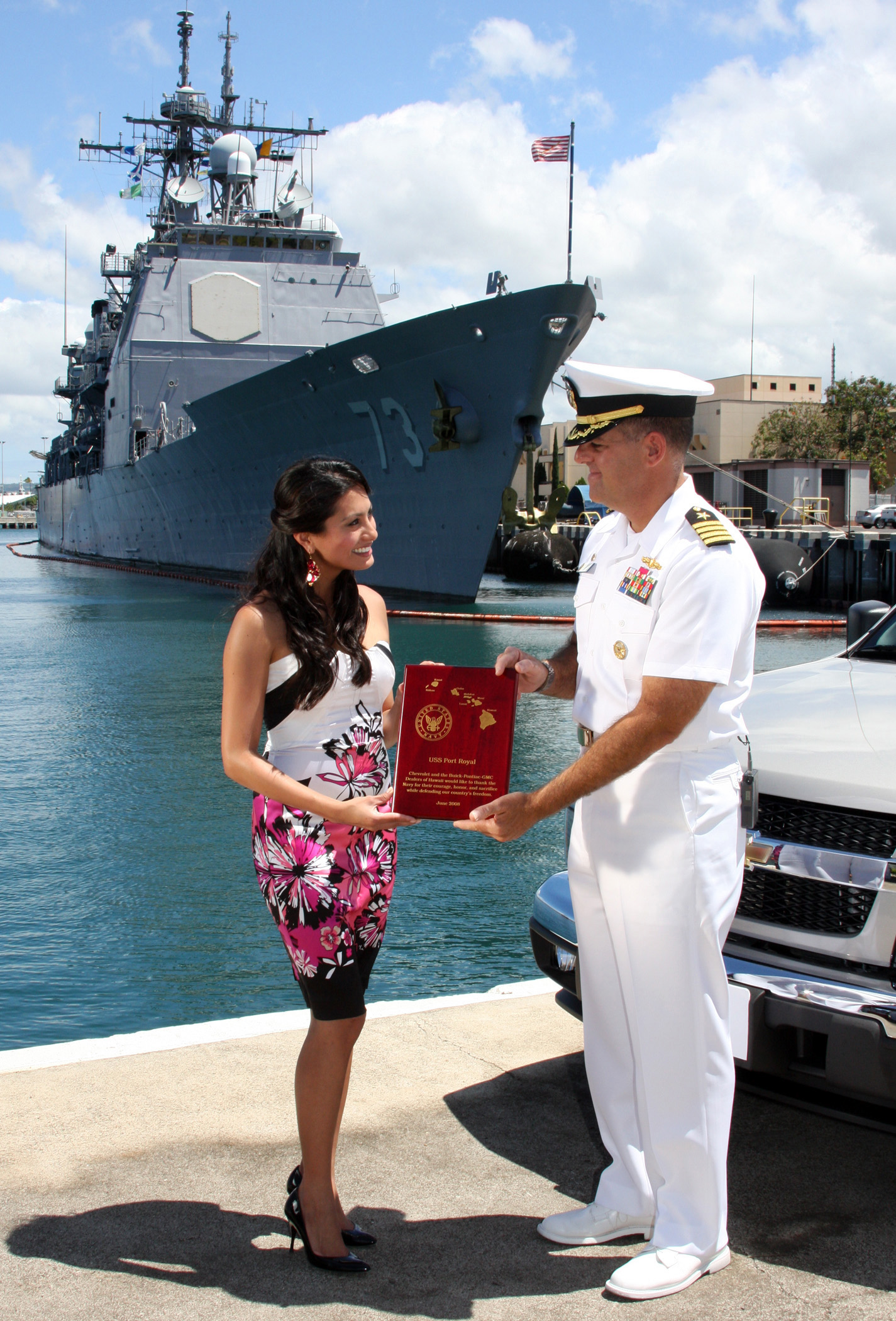
Tuần dương hạm lớp Ticonderoga USS Port Royal (CG-73) tại Trân Châu Cảng.

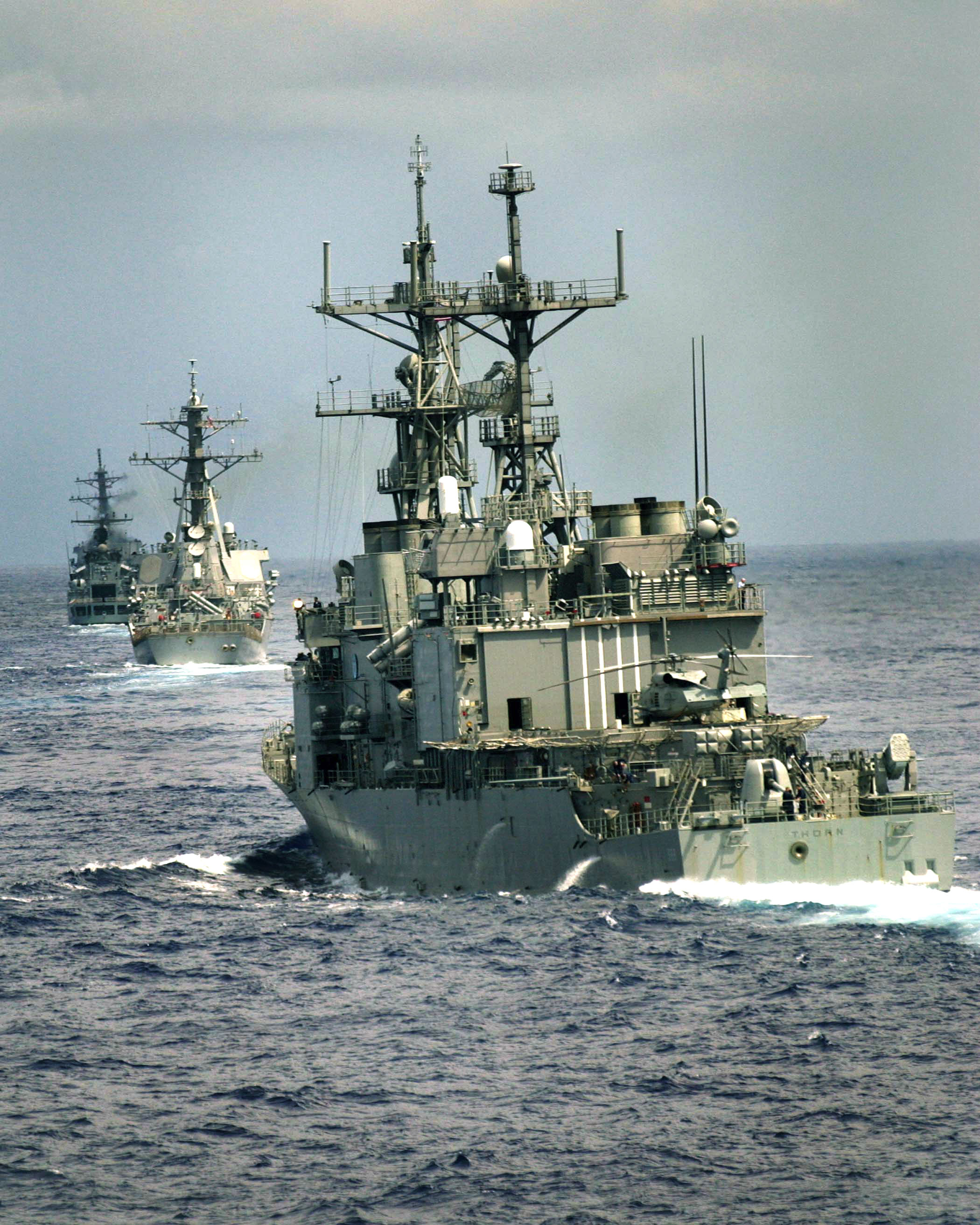
USS Thorn (DD 988), USS Cole (DDG 67) và USS Gonzalez (DDG 66) đang diễn tập tác chiến ngoài khơi Đại Tây Dương năm 2003

#### Tàu tuần dương(Cruisers - CG)
Là một chiến hạm nổi lớn, được dùng trong chiến tranh chống tên lửa và phi cơ, chống chiến hạm nổi và cả tàu ngầm. Chúng thường hoạt động chiến đấu độc lập hay là một phần tử của một lực lượng đặc nhiệm lớn hơn. Các tuần dương hạm hiện đại có trang bị tên lửa điều khiển được phát triển vì nhu cầu của Hải quân Hoa Kỳ phải đối phó với mối đe dọa của các tên lửa chống tàu. Việc này dẫn đến việc phát triển radar AN/SPY-1 và tên lửa Standard 2 cùng với Hệ thống Chiến đấu Aegis để điều hợp cả hai. Các tuần dương hạm lớp-Ticonderoga đã trở thành những chiến hạm đầu tiên được trang bị với hệ thống Aegis và được triển khai chính yếu với vai trò phòng không và chống tên lửa trong nhiệm vụ bảo vệ lực lượng tác chiến. Các phát triển sau này về hệ thống phóng tên lửa thẳng đứng và tên lửa Tomahawk đã cho phép các tuần dương hạm thêm khả năng tấn công trên biển và trên bộ ở tầm xa và biến chúng có khả năng thực hiện những chiến dịch cả về phòng vệ lẫn tấn công.

##### Tuần dương hạm lớp Ticonderoga
- Tổng số: 22 chiếc đang phục vụ
- Chiều dài: 170m
- Chiều rộng: 16,5m
- Trọng tải: 9,600 tấn
- Tốc độ: 55 km/h
- Thủy thủ: 24 sĩ quan, 340 lính
- Vũ khí: Tên lửa phòng không Standard Missile (MR); tên lửa chống ngầm ASROC (VLA),tên lửa hành trình Tomahawk, 6 ống phóngngư lôi MK-46 (3 mỗi bên tàu),2 pháo MK 45 5-inch/54,2 pháo Phalanx
- Trực thăng: 2 trực thăng SH-60 Seahawk (LAMPS III).

Tàu và cảng nhà:
- USS Bunker Hill (CG 52), San Diego, CA
- USS Mobile Bay (CG 53), San Diego, CA
- USS Antietam (CG 54), San Diego, CA
- USS Leyte Gulf (CG 55), Norfolk, VA
- USS San Jacinto (CG 56), Norfolk, VA
- USS Lake Champlain (CG 57), San Diego, CA
- USS Philippine Sea (CG 58), Mayport, FL
- USS Princeton (CG 59), San Diego, CA
- USS Normandy (CG 60), Norfolk, VA
- USS Monterey (CG 61), Norfolk, VA
- USS Chancellorsville (CG 62), San Diego, CA
- USS Cowpens (CG 63), Yokosuka, Japan
- USS Gettysburg (CG 64), Mayport, FL
- USS Chosin (CG 65), Pearl Harbor, HI
- USS Hue City (CG 66), Mayport, FL
- USS Shiloh (CG 67), Yokosuka, Japan
- USS Anzio (CG 68), Norfolk, VA
- USS Vicksburg (CG 69), Mayport, FL
- USS Lake Erie (CG 70), Pearl Harbor, HI
- USS Cape St. George (CG 71), San Diego, CA
- USS Vella Gulf (CG 72), Norfolk, VA
- USS Port Royal (CG 73), Pearl Harbor, HI

#### Tàu khu trục(Destroyers - DDG)
Là chiến hạm nổi đa dụng hạng trung, có khả năng hoạt động lâu dài trong các chiến dịch tấn công chống tàu ngầm, chống tàu nổi, phòng không. Không như tuần dương hạm, các khu trục hạm có tên lửa điều khiển của Hải quân Hoa Kỳ được tập trung chính yếu để tấn công tàu nổi bằng tên lửa Tomahawk và phòng vệ hạm đội bằng hệ thống tác chiến Aegis và tên lửa Standard. Ngoài ra các khu trục hạm cũng chuyên dụng trong chiến tranh chống tàu ngầm và được trang bị tên lửa VLA và trực thăng LAMPS Mk III Sea Hawk để truy tìm các mối đe dọa từ dưới mặt nước. Khi được triển khai với một liên đoàn tấn công hàng không mẫu hạm hoặc liên đoàn tấn công viễn chinh, các khu trục hạm và các tuần dương hạm có trang bị hệ thống Aegis có nhiệm vụ chính yếu là bảo vệ hạm đội trong khi đó cũng cung cấp khả năng hỏa lực tấn công thứ hai. Các khu trục hạm thường được đặt tên các nhân vật hải quân quan trọng và các anh hùng kể từ chiếc USS Bainbridge (DD-1).

##### Khu trục hạm lớp Arleigh Burke
- Tổng số: 62 chiếc đang hoạt động, 3 chiếc đang được đóng.
- Chiều dài: từ DDG 51-78: 505 feet (153.92 m), từ DDG 79: 509½ feet (155.29 m).
- Chiều rộng: 59 feet (18 m).
- Trọng tải: từ DDG 51- 71: 8230 tấn; từ DDG 72 - 78: 8637 tấn; từ DDG 79: 9496 tấn
- Tốc độ: 56 km/h
- Thủy thủ đoàn: 276
- Vũ khí: tên lửa Standard (SM-2MR); tên lửa chống ngầm ASROC (VLA); tên lửa hành trình Tomahawk; 6 ống phóng ngư lôi MK-46; pháo Phalanx (CIWS), 1 pháo 5" MK 45,tên lửa Evolved Sea Sparrow (ESSM) (từ DDG 79 về sau)
- Trực thăng: 2 trực thăng LAMPS MK III MH-60 B/R có tên lửa Penguin/Hellfire và ngư lôi MK 46/MK 50

Tàu và cảng nhà:

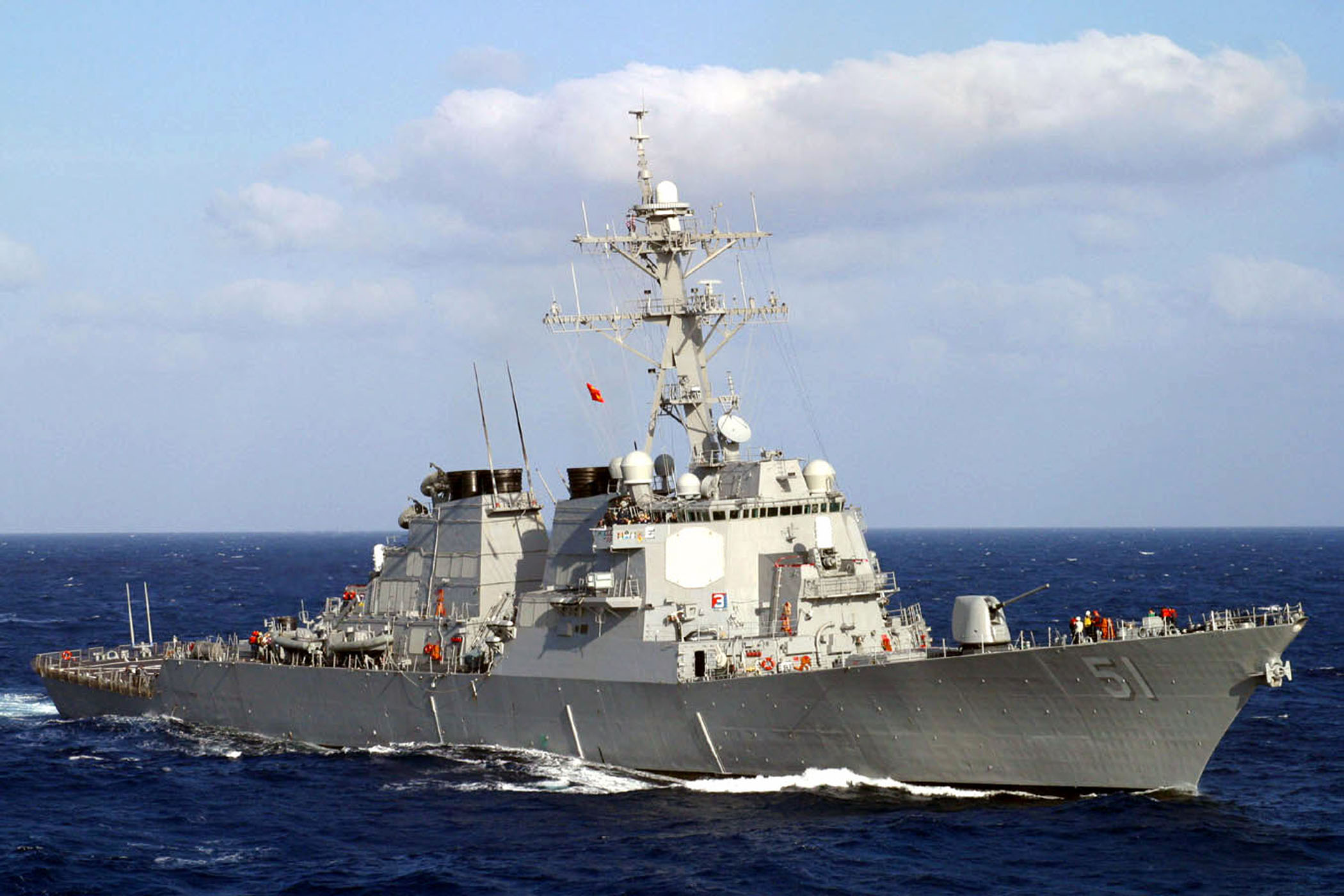
Uss Arleigh Burke

- Uss Arleigh BurkeUSS Arleigh Burke (DDG 51), Norfolk, VA
- USS Barry (DDG 52), Norfolk, VA
- USS John Paul Jones (DDG 53), San Diego, CA
- USS Curtis Wilbur (DDG 54), Yokosuka, Japan
- USS Stout (DDG 55), Norfolk, VA
- USS John S McCain (DDG 56), Yokosuka, Japan
- USS Mitscher (DDG 57), Norfolk, VA
- USS Laboon (DDG 58), Norfolk, VA
- USS Russell (DDG 59), Pearl Harbor, HI
- USS Paul Hamilton (DDG 60), Pearl Harbor, HI
- USS Ramage (DDG 61), Norfolk, VA
- USS Fitzgerald (DDG 62), Yokosuka, Japan
- USS Stethem (DDG 63), Yokosuka, Japan
- USS Carney (DDG 64), Mayport, FL
- USS Benfold (DDG 65), San Diego, CA
- USS Gonzalez (DDG 66), Norfolk, VA
- USS Cole (DDG 67), Norfolk, VA
- USS The Sullivans (DDG 68), Mayport, FL
- USS Milius (DDG 69), San Diego, CA
- USS Hopper (DDG 70), Pearl Harbor, HI
- USS Ross (DDG 71), Norfolk, VA
- USS Mahan (DDG 72), Norfolk, VA
- USS Decatur (DDG 73), San Diego, CA
- USS McFaul (DDG 74), Norfolk, VA
- USS Donald Cook (DDG 75), Norfolk, VA
- USS Higgins (DDG 76), San Diego, CA
- USS O'kane (DDG 77), Pearl Harbor, HI
- USS Porter (DDG 78), Norfolk, VA
- USS Oscar Austin (DDG 79), Norfolk, VA
- USS Roosevelt (DDG 80), Mayport, FL
- USS Winston S Churchill (DDG 81), Norfolk, VA
- USS Lassen (DDG 82), Yokosuka, Japan
- USS Howard (DDG 83), San Diego, CA
- USS Bulkeley (DDG 84), Norfolk, VA
- USS McCampbell (DDG 85), Yokosuka, Japan
- USS Shoup (DDG 86), Everett, WA
- USS Mason (DDG 87), Norfolk, VA
- USS Preble (DDG 88), San Diego, CA
- USS Mustin (DDG 89), Yokosuka, Japan
- USS Chafee (DDG 90), Pearl Harbor, HI
- USS Pinckney (DDG 91), San Diego, CA
- USS Momsen (DDG 92), Everett, WA
- USS Chung-Hoon (DDG 93), Pearl Harbor, HI
- USS Nitze (DDG 94), Norfolk, VA
- USS James E Williams (DDG 95), Norfolk, VA
- USS Bainbridge (DDG 96), Norfolk, VA
- USS Halsey (DDG 97), San Diego, CA
- USS Forrest Sherman (DDG 98), Norfolk, VA
- USS Farragut (DDG 99), Mayport, FL
- USS Kidd (DDG 100), San Diego, CA
- USS Gridley (DDG 101), San Diego, CA
- USS Sampson (DDG 102), San Diego, CA
- USS Truxtun (DDG 103), Norfolk, VA
- USS Sterett (DDG 104), San Diego, CA
- USS Dewey (DDG 105), No homeport
- USS Stockdale (DDG 106), San Diego, CA
- USS Gravely (DDG 107), Norfolk, VA
- USS Wayne E. Meyer (DDG 108), San Diego, CA
- USS Jason Dunham (DDG 109), Norfolk, VA
- USS William P. Lawrence (DDG 110), San Diego, CA
- USS Spruance (DDG 111), San Diego, CA
- PCU Michael Murphy (DDG 112), Pearl Harbor, HI
- DDG-113-115: đang đóng

##### Khu trục hạm lớp Zumwalt
- Tổng số: 3 chiếc đang đóng
- Chiều dài: 600 ft (182,4m)
- Chiều rộng: 80.7 ft (24,3m)
- Trọng tải: 15482 tấn
- Tốc độ: 54 km/h
- Thủy thủ đoàn: 148

Uss Zumwalt

- Vũ khí: 80 ống phóng thẳng đứng cho tên lửa Standard, Tomahawk, Evolved sea sparrow, 2 pháo Ags 155mm, 2 pháo 57mm (CIWS)
- Máy bay: 2 trực thăng MH60R hay 1 MH60R và 3 máy bay không người lái VTUAVs
- Tàu và cảng nhà:
- PCU Zumwalt (DDG 1000) - đang đóng
- PCU Michael Monsoor (DDG 1001) - đang đóng
- PCU Lyndon B. Johnson (DDG 1002), đang đóng

#### Tàu hộ vệ
Là chiến hạm hạng nhẹ, chủ yếu dùng cho tác chiến chống tàu ngầm trong các liên đoàn tác chiến hàng không mẫu hạm hay các liên đoàn viễn chinh đổ bộ. Các tàu này được dùng để hộ tống có vũ trang cho các đoàn tàu tiếp vận và hàng hải thương mại. Chúng được thiết kế để bảo vệ các chiến hạm bạn chống các tàu ngầm địch trong các môi trường đe dọa trung và thấp bằng các thủy lôi và trực thăng LAMPS. Khi đi đơn lẻ, các khu trục hạm nhỏ này có thể thực hiện các nhiệm vụ chống thuốc phiện và các hoạt động chặn bắt khác ngoài khơi. Hải quân Hoa Kỳ có ý định loại bỏ và thay thế các tàu thuộc lớp hiện tại bằng loại khinh tốc hạm (Littoral Combat Ship Class - LCS) vào năm 2020.

##### Khinh hạm lớp Oliver Hazard Perry
- Tổng số: 17 chiếc đang phục vụ

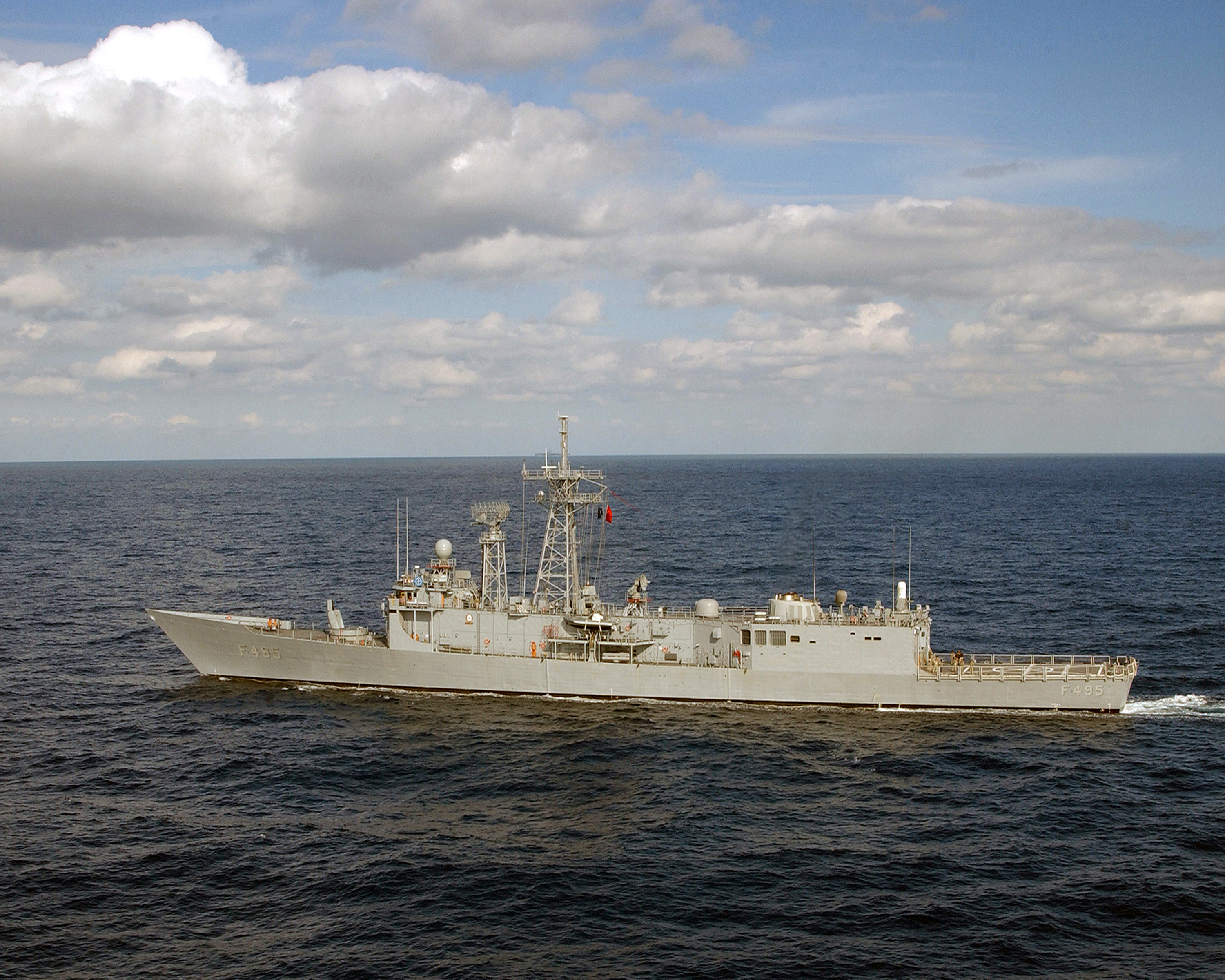
Một chiếc khinh hạm lớp Oliver Hazard Perry

- Chiều dài: 445 feet (133.5 mn); 453 feet (135.9 m) các tàu FFG 8, 28, 29, 32, 33, 36-61
- Chiều rộng: 45 feet (13.5 m).
- Trọng tải: 4100 tấn
- Tốc độ: 54 km/h.
- Thủy thủ: 215 (17 sĩ quan)
- Vũ khí: 6 ống phóng ngư lôi; 1 pháo 76 mm (3-inch)/62 caliber MK 75;1 pháo Phalanx CIWS
- Máy bay: 2 trực thăng chống ngầm SH-60 (LAMPS III) từ FFG 8, 28, 29, 32, 33, 36-61; 1 trực thăng SH-2 (Lamps Mk-I) từ FFG 9-19, 30, 31.

Tàu và cảng nhà:
- USS Halyburton (FFG 40), Mayport, FL
- USS McClusky (FFG 41),san Diego, CA
- USS Thach (FFG 43), San Diego, CA
- USS De Wert (FFG 45), Mayport, FL
- USS Rentz (FFG 46), San Diego, CA
- USS Nicholas (FFG 47), Norfolk, VA
- USS Vandegrift (FFG 48), San Diego, CA
- USS Robert G. Bradley (FFG 49), Mayport, FL
- USS Taylor (FFG 50), Mayport, FL
- USS Gary (FFG 51), San Diego, CA
- USS Ford (FFG 54), Everett, WA
- USS Elrod (FFG 55), Norfolk, VA
- USS Simpson (FFG 56), Mayport, FL
- USS Samuel B. Roberts (FFG 58), Mayport, FL
- USS Kauffman (FFG 59), Norfolk, VA
- USS Rodney M. Davis (FFG 60), Everett, WA
- USS Ingraham (FFG 61), Everett, WA

#### Tàu tuần duyên (Littoral Combat Ship Class - LCS)
Là loại tàu cao tốc hoạt động ở vùng biển nông cũng như đại dương.Chuyên chống tàu ngầm chạy điện, tàu đổ bộ và thủy lôi. Tàu này trang bị vũ khí có thể thay đôi theo từng nhiệm vụ và được điều khiển bởi những nhóm thủy thủ khác nhau.

##### Tàu tuần duyên lớp Freedom
.

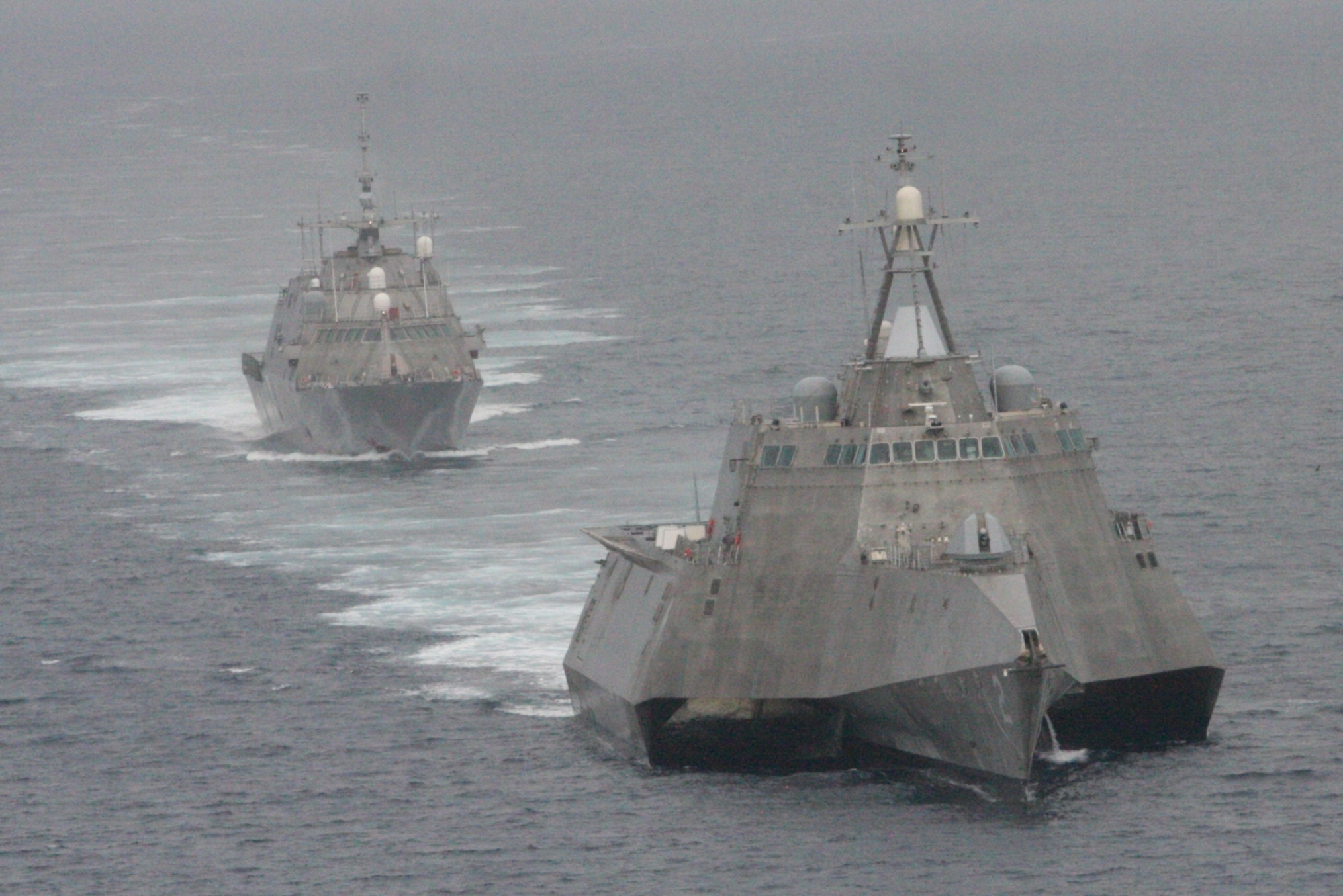
Một chiếc Uss Freedom (đằng sau) và một chiếc Uss Independence (đằng trước) đang tuần tra

- Tổng số: 2 chiếc đang phục vụ, 2 chiếc đang đóng.
- Chiều dài: 378 ft. (115.3 m)
- Chiều rộng: 57.4 ft. (17.5 m)
- Trọng tải: 3000 tấn
- Mớn nước: 12.8 ft. (3.9 m)
- Tốc độ: 72 km/h
- Vũ khí: pháo hoàn toàn tự động MK110-57mm, súng máy.50 caliber (12.7mm), dàn tên lửa RIM-116 RAM (Rolling Airframe Missile), pháo MK 15 Phalanx (CIWS)
- Trực thăng: MH-60S và trục thăng không người lái MQ-8B Fire Scout

Tàu và cảng nhà:
- USS Freedom (LCS 1), San Diego, CA.
- PCU Fort Worth (LCS 3) San Diego, CA.
- PCU Milwaukee (LCS 5) San Diego, CA. - đang đóng
- PCU Detroit (LCS 7) - đang đóng

##### Tàu tuần duyên lớp Independence
- Tổng số: 2 chiếc đang phục vụ, 2 chiếc đang đóng
- Chiều dài: 419 ft. (127.6 m)
- Chiều rộng: 103.7 ft. (31.6 m)
- Trọng tải: 3,000 tấn
- Mớn nước: 14.1 ft (4.3 m)
- Tốc độ: 90 km/h
- Vũ khí: pháo hoàn toàn tự động MK110-57mm, súng máy.50 caliber (12.7mm), dàn tên lửa RIM-116 RAM (Rolling Airframe Missile), pháo MK 15 Phalanx (CIWS)
- Trực thăng: MH-60S và trục thăng không người lái MQ-8B Fire Scout

Tàu và cảng nhà:
- PCU Coronado ((LCS 4)) San Diego, CA.
- PCU Jackson ((LCS 6)) San Diego, CA. - đang đóng
- PCU Montgomery ((LCS 8)) - đang đóng
- USS Independence (LCS 2) San Diego, CA.

##### Tàu tuần duyên lớp Cyclone (Patrol Coastal Ships - PC)

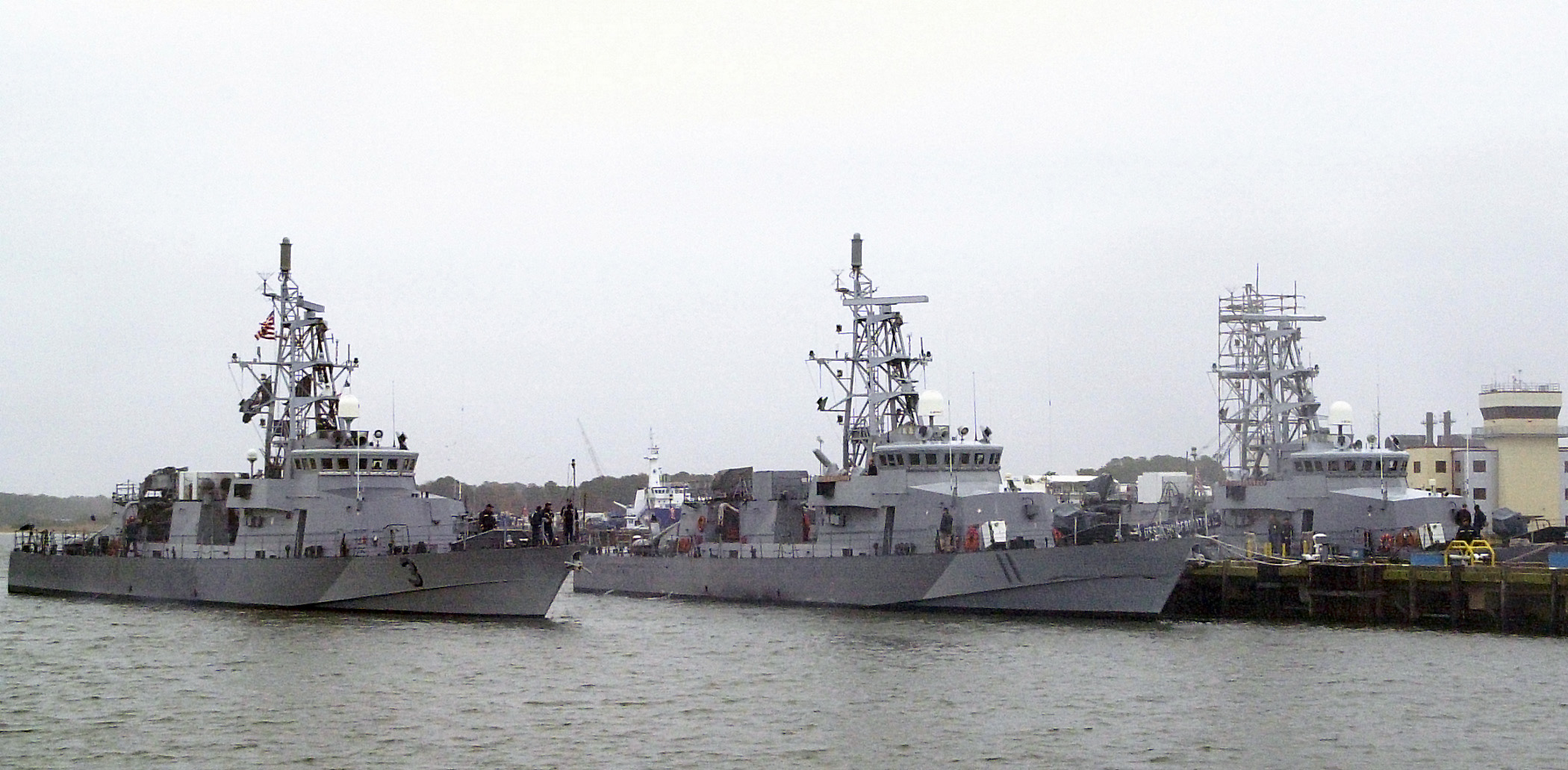
Các tàu tần tra lớp Cyclone

- Tổng số: 10 chiếc đang phục vụ, (sẽ được thay thế bằng loại Littoral Combat Ship Class - LCS trong tương lai)
- Chiều dài: 179 feet (51.82m).
- Chiều rộng: 25 feet (7.62 m).
- Trọng tải: 380 tấn
- Tốc độ: 65 km/h.
- Thủy thủ đoàn: 28 (4 sĩ quan)
- Vũ khí: 1 súng MK 96, 1 súng máy MK 38 25mm; 5 súng máy.50 caliber,2 súng phóng lựu tự động MK 19 40mm; 2 súng máy M-60

Tàu và cảng nhà:
- USS Tempest (PC 2), Little Creek, VA
- USS Hurricane (PC 3), Little Creek, VA
- USS Monsoon (PC 4), Little Creek, VA
- USS Typhoon (PC 5), Manama, Bahrain
- USS Sirocco (PC 6), Manama, Bahrain
- USS Squall (PC 7), Little Creek, VA
- USS Zephyr (PC 8), Little Creek, VA
- USS Chinook (PC 9), Manama, Bahrain
- USS Firebolt (PC 10), Manama, Bahrain
- USS Whirlwind (PC 11), Manama, Bahrain
- USS Thunderbolt (PC 12), Little Creek, VA
- USS Shamal (PC 13), Little Creek, VA.
- USS Tornado (PC 14), Little Creek, VA

Tất cả các thiết giáp hạm của Hoa Kỳ đã không còn hoạt động trong hải quân và bị loại khỏi danh sách đăng ký tàu của Hải quân Hoa Kỳ. Chúng được thiết kế để chống các tàu khác trong chiến tranh mở rộng trên biển. Các thiết giáp hạm từng là các tàu quan trọng và lớn nhất của Hải quân Hoa Kỳ cho đến giữa thế kỷ 20. Sự trỗi dậy của các hàng không mẫu hạm trong Chiến tranh thế giới thứ hai đã khiến cho các thiết giáp hạm càng trở nên ít quan trọng nên Hải quân Hoa Kỳ đã chuyển chúng sang vai trò hộ tống và hỗ trợ hỏa lực. Sau một thời gian dài không hoạt động, các thiết giáp hạm lớp Iowa được tái sử dụng vào thập niên 1980 để gia tăng lực lượng cho hải quân và chúng được nâng cấp với tên lửa hành trình Tomahawk. Chúng lại bị giải thể lần cuối cùng vào đầu thập niên 1990, một phần vì giá bảo trì cao và chiến tranh lạnh kết thúc. Tất cả các thiết giáp hạm trừ chiếc USS Kearsarge (BB-5) đều được đặt tên của các tiểu bang Hoa Kỳ.

### Lực lượng tàu ngầm

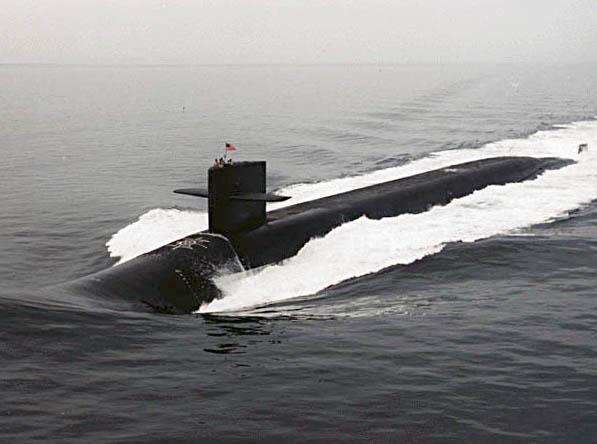
USS Kentucky (SSBN-737) là một tàu ngầm lớp Ohio mang tên lửa đạn đạo

Nhiệm vụ chính yếu của các tàu ngầm trong Hải quân Hoa Kỳ là theo dõi tình hình trong thời bình, thực hiện việc thám thính và tình báo, tham gia các chiến dịch đặc biệt, sẵn sàng tấn công chính xác, tham gia vào các chiến dịch của các liên đoàn tác chiến, và kiểm soát các vùng biển.
Hải quân Hoa Kỳ sử dụng ba loại tàu ngầm: Tàu ngầm hạt nhân mang tên lửa đạn đạo (SSBN), Tàu ngầm hạt nhân mang tên lửa hành trình (SSGN) và tàu ngầm tấn công (SSN). Các tàu ngầm tên lửa đạn đạo chỉ có một sứ mệnh là thực hiện phóng tên lửa Trident. Các tàu tên lửa điều khiển thực hiện sứ mệnh tấn công và chiến dịch đặc biệt. Các tàu ngầm tấn công có một số sứ mệnh chiến thuật bao gồm đánh chìm các tàu nổi và các tàu ngầm khác, phóng tên lửa hành trình, thu thập tình báo, và hỗ trợ cho các chiến dịch đặc biệt.

#### Tàu ngầm hạt nhân

##### Tàu ngầm hạt nhân mang tên lửa đạn đạo lớp Ohio (SSBN)
- Tổng số: 14 chiếc đang phục vụ.
- Chiều dài: 560 feet (170.69 m).
- Chiều rộng: 42 feet (12.8 m).
- Trọng tải: 16,764 tấn khi nổi; 18,750 tấn khi chìm.
- Tốc độ: 20+ knots (36.8+ km/h).
- Thủy thủ đoàn: 155 (15 sĩ quan)
- Vũ trang: 24 ống phóng tên lửa đạn đạo hạt nhân trident II,ngư lôi hạng nặng Mk48 với 4 ống phóng

Tàu và cảng nhà:
- USS Henry M. Jackson (SSBN 730), Bangor, WA
- USS Alabama (SSBN 731), Bangor, WA
- USS Alaska (SSBN 732), Kings Bay, GA
- USS Nevada (SSBN 733), Bangor, WA
- USS Tennessee (SSBN 734), Kings Bay, GA
- USS Pennsylvania (SSBN 735), Bangor, WA
- USS West Virginia (SSBN 736), Portsmouth, VA
- USS Kentucky (SSBN 737), Bangor, WA
- USS Maryland (SSBN 738), Kings Bay, GA
- USS Nebraska (SSBN 739), Bangor, WA
- USS Rhode Island (SSBN 740), Kings Bay, GA
- USS Maine (SSBN 741), Bangor, WA
- USS Wyoming (SSBN 742), Kings Bay, GA
- USS Louisiana (SSBN 743), Bangor, WA

##### Tàu ngầm hạt nhân mang tên lửa hành trình (SSGN)
Tổng số: 4 chiếc đang phục vụ (được cải tiến từ tàu lớp Ohio)
- Chiều dài: 560 feet (170.69 m).
- Chiều rộng: 42 feet (12.8 m).
- Trọng tải: 16,764 tấn khi nổi; 18,750 tấn khi chìm.
- Tốc độ: 20+ knots (36.8+ km/h).
- Thủy thủ đoàn: 159 (15 sĩ quan)
- Vũ trang: 154 tên lửa Tomahawk, ngư lôi hạng nặng Mk48 với 4 ống phóng

Tàu và cảng nhà:
- USS Ohio (SSGN 726), Bangor, WA
- USS Michigan (SSGN 727), Bangor, WA
- USS Florida (SSGN 728), Kings Bay, GA
- USS Georgia (SSGN 729), Kings Bay, GA

#### Tàu ngầm tấn công (SSN)

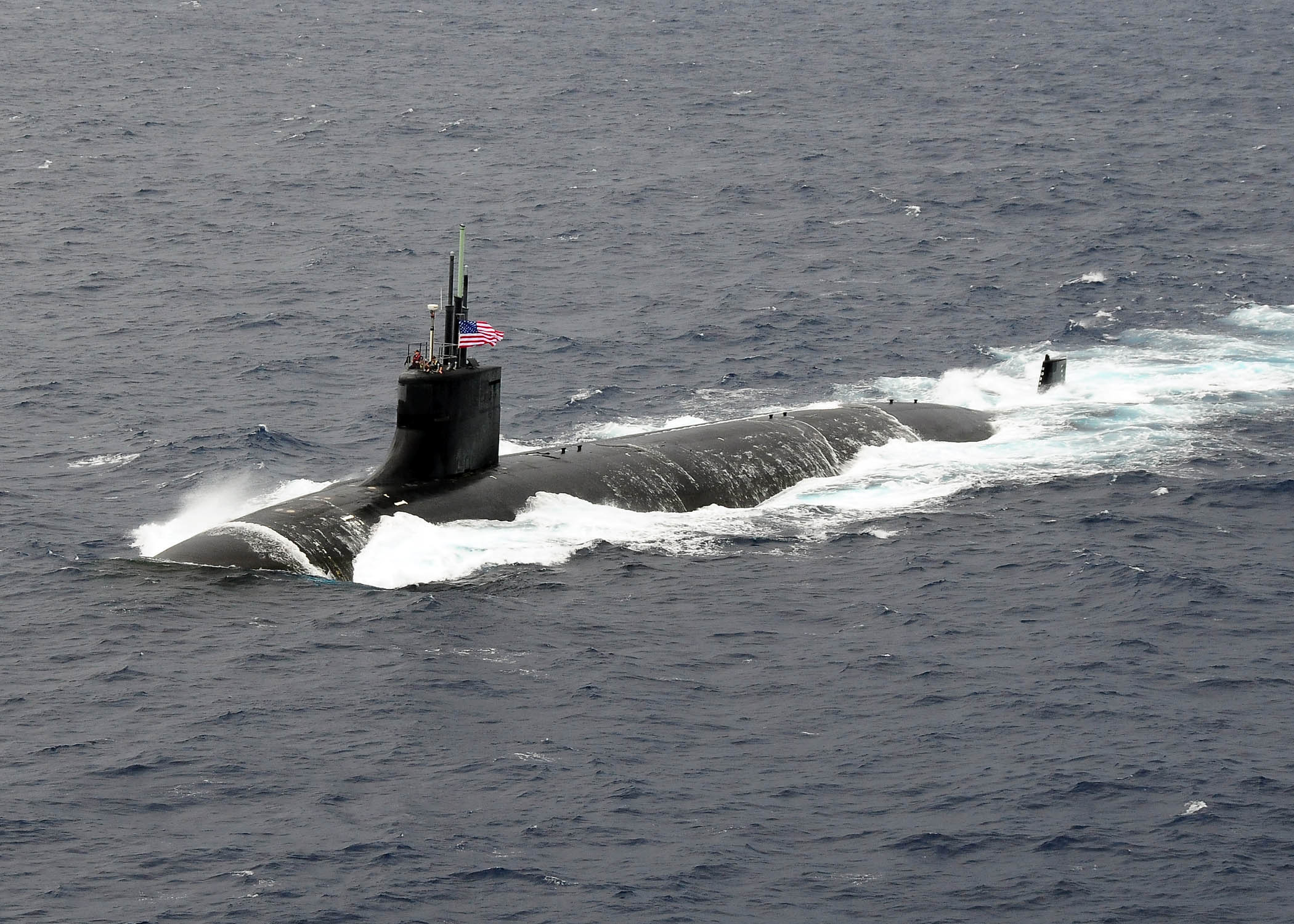
Tàu ngầm lớp Seawolf đang tập trận

- Tổng số: 55 tàu.

##### Tàu ngầm lớp Seawolf
- Tổng số: 3 tàu đang phục vụ
- Chiều dài: SSN 21 và 22: 353 feet (107.6 m),SSN 23: 453 feet (138.07 m)
- Chiều rộng: 40 feet (12.2 m)
- Trọng tải: SSNs 21 and 22: 9,138 tấn khi chìm; SSN 23: 12,158 tấn khi chìm
- Tốc độ: (46.3+ km/h)
- Thủy thủ đoàn: 140 (14 sĩ quan)
- Vũ khí: tên lửa Tomahawk, ngư lôi hạng nặng MK48 với 8 ống phóng

Tàu và cảng nhà:
- USS Seawolf (SSN 21), Bangor, WA
- USS Connecticut (SSN 22), Bangor, WA
- USS Jimmy Carter (SSN 23), Bangor, WA

##### Tàu ngầm lớp Virginia
- Tổng số: 10 đang phục vụ, 6 chiếc đang đóng
- Chiều dài: 377 feet (114.8 m)
- Chiều rộng: 33 feet (10.0584 m)
- Trọng tải: 7,800 tấn khi chìm
- Tốc độ: (46.3+ kph)
- Thủy thủ đoàn: 132 (15 sĩ quan)
- Vũ khí: tên lửa Tomahawk với 12 ống phóng thẳng đứng (VLS), ngư lôi hạng nặng MK48 ADCAP với 4 ống phóng

Tàu và cảng nhà:
- USS Virginia (SSN 774), Portsmouth, N.H.
- USS Texas (SSN 775), Pearl Harbor, Hawaii
- USS Hawaii (SSN 776), Pearl Harbor, Hawaii
- USS North Carolina (SSN 777), Pearl Harbor, Hawaii
- USS New Hampshire (SSN 778), Groton, Conn.
- USS New Mexico (SSN 779), Groton, Conn.
- USS Missouri (SSN 780), Groton, Conn.
- USS California (SSN 781), Groton, Conn.
- Mississippi (SSN 782), Groton, Conn.
- Minnesota (SSN 783),Groton, Conn.
- North Dakota (SSN 784) - Bắt đầu đóng tháng 3/ 2009.
- John Warner (SSN-785) - Bắt đầu đóng tháng 3/ 2010
- Illinois (SSN 786) - Bắt đầu đóng tháng 3/ 2011
- Washignton (SSN 787) - Bắt đầu đóng tháng 3/ 2011
- Colorado (SSN 788) - Bắt đầu đóng tháng 3/2012
- Indiana (SSN 789) - No homeport, construction began September 2012

##### Tàu ngầm tấn công lớp Los Angeles
- Tổng số: 42 chiếc đang phục vụ
- Chiều dài: 360 feet (109.73 m)
- Chiều rộng: 33 feet (10.06 m)
- Trọng tải: 6,900 tấn khi chìm
- Tốc độ: 46.3 +km/h
- Thủy thủ đoàn: 143 (16 sĩ quan)
- Vũ khí: tên lửa Tomahawk với ống phóng VLS (từ SSN 719), ngư lôi hạng nặng MK48 với 4 ống phóng

Tàu và cảng nhà:
- USS Bremerton (SSN 698), Pearl Harbor, HI
- USS Jacksonville (SSN 699), Pearl Harbor, HI
- USS Dallas (SSN 700), Groton, CT
- USS La Jolla (SSN 701), Pearl Harbor, HI
- USS City of Corpus Christi (SSN 705), Pearl Harbor, Hawaii
- USS Albuquerque (SSN 706), San Diego, CA
- USS San Francisco (SSN 711), San Diego, CA
- USS Houston (SSN 713), Guam
- USS Norfolk (SSN 714), Norfolk, VA
- USS Buffalo (SSN 715), Guam
- USS Olympia (SSN 717), Pearl Harbor, HI
- USS Providence (SSN 719), Groton, CT
- USS Pittsburgh (SSN 720), Groton, CT
- USS Chicago (SSN 721), Pearl Harbor, HI
- USS Key West (SSN 722), Pearl Harbor, HI
- USS Oklahoma City (SSN 723), Guam
- USS Louisville (SSN 724), Pearl Harbor, HI
- USS Helena (SSN 725), Portsmouth, N.H.
- USS Newport News (SSN 750), Norfolk, VA
- USS San Juan (SSN 751), Portsmouth, N.H.
- USS Pasadena (SSN 752), Portsmouth, N.H.
- USS Albany (SSN 753), Norfolk, VA
- USS Topeka (SSN 754), San Diego, CA
- USS Miami (SSN 755), Groton, CT
- USS Scranton (SSN 756), Norfolk, VA
- USS Alexandria (SSN 757), Groton, CT
- USS Asheville (SSN 758), San Diego, CA
- USS Jefferson City (SSN 759), San Diego, CA
- USS Annapolis (SSN 760), Portsmouth, N.H.
- USS Springfield (SSN 761), Groton, CT
- USS Columbus (SSN 762), Pearl Harbor, HI
- USS Santa Fe (SSN 763), Pearl Harbor, HI
- USS Boise (SSN 764), Norfolk, VA
- USS Montpelier (SSN 765), Norfolk, VA
- USS Charlotte (SSN 766), Pearl Harbor, HI
- USS Hampton (SSN 767), San Diego, CA
- USS Hartford (SSN 768), Groton, CT
- USS Toledo (SSN 769), Groton, CT
- USS Tucson (SSN 770), Pearl Harbor, HI
- USS Columbia (SSN 771), Pearl Harbor, HI
- USS Greeneville (SSN 772), Pearl Harbor, HI
- USS Cheyenne (SSN 773), Pearl Harbor, HI

## Các tàu nổi tiếng trong lịch sử

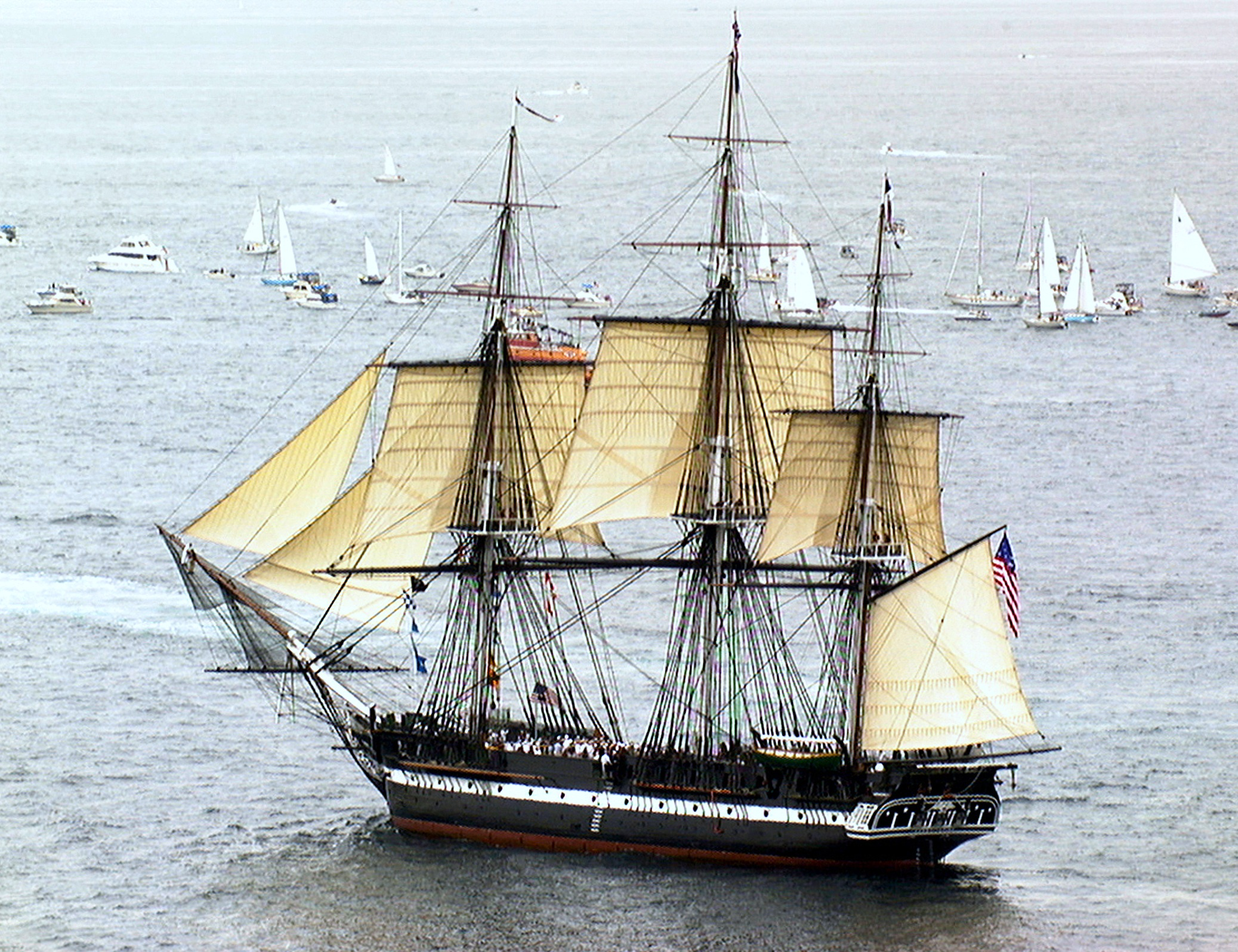
USS Constitution là một chiến hạm hiện dịch xưa nhất trên thế giới

Hải quân Hoa Kỳ có một số chiến hạm quan trọng đối với cả lịch sử hải quân Hoa Kỳ và thế giới:
- USS Constitution, biệt danh "Old Ironsides", là chiến hạm duy nhất còn sót lại trong số sáu tàu frigate mà Quốc hội Hoa Kỳ ủy quyền dưới Đạo luật Hải quân 1794 nhằm thiết lập Hải quân Hoa Kỳ. Nó phục vụ khá nổi bật trong Chiến tranh 1812 và hiện nay đang đậu ở Charlestown, Massachusetts với tư cách là chiến hạm hiện dịch xưa nhất trên thế giới.
- USS Monitor và CSS Virginia cùng được biết đến chung với nhau khi chúng là hai tàu đối nghịch tham dự vào trận đánh đầu tiên giữa hai tàu hơi nước bọc sắt. Trận đánh này được biết với tên gọi trận Hampton Roads. Chiếc Monitor là chiến hạm bọc sắt đầu tiên mà Hải quân Hoa Kỳ đóng và mẫu thiết kế của nó gồm có ụ súng có thể quay quanh cho hải chiến.
- USS Alligator là tàu ngầm đầu tiên của Hải quân Hoa Kỳ. Nó chìm vào năm 1863 trong khi được kéo đi trong một trận bão và chưa từng tác chiến. Mặc dù thực tế không phải là một tàu của Hải quân Hoa Kỳ nhưng chiếc tàu ngầm H.L. Hunley (cùng cuộc chiến và thời đại) là tàu ngầm tác chiến thành công đầu tiên của Hải quân Hoa Kỳ.
- USS Maine  (ACR-1) cùng với Thủy quân Lục chiến Hoa Kỳ được phái từ Key West, Florida đến La Habana, Cuba vào tháng 1 năm 1898 để bảo vệ quyền lợi Mỹ trong một thời gian có vụ nổi loạn và bất ổn địa phương. Ba tuần sau đó, vào tháng 2 lúc 9:40 tối, một vụ nổ trên tàu xảy ra tại bến cảng La Habana. Vụ nổ là nguyên nhân dẫn đến cuộc Chiến tranh Mỹ-Tây Ban Nha bắt đầu vào tháng 4 năm 1898.
- USS Arizona (BB-39) là một thiết giáp hạm lớp Pennsylvania, bị đánh chìm với số con số thiệt mạng lớn là 1.177 trong trận Nhật Bản tấn công Trân Châu Cảng vào ngày 7 tháng 12 năm 1941. Sự kiện này khiến cho Hoa Kỳ tham chiến trongChiến tranh thế giới thứ hai. Đài tưởng niệm USS Arizona được xây dựng trên xác con tàu mà bên trong đó vẫn còn phần lớn xác của các thủy thủ.
- USS Enterprise (CV-6) là một hàng không mẫu hạm lớp Yorktown và cũng là một chiến hạm được nhiều tưởng thưởng nhất trong Chiến tranh thế giới thứ hai. Nó là chiến hạm duy nhất ngoài Hải quân Hoàng gia Anh nhận huân chương "Admiralty Pennant", đây là tưởng thưởng cao nhất của Anh trong vòng hơn 400 năm từ khi huân chương này được tạo ra.
- USS Missouri (BB-63), một thiết giáp hạm lớp Iowa, là nơi Đế quốc Nhận Bản ký văn kiện đầu hàng kết thúc Chiến tranh thế giới thứ hai. Nó cũng là thiết giáp hạm cuối cùng mà Hoa Kỳ đóng. Năm 1955, nó ngưng phục vụ hải quân, được chuyển giao cho hạm đội trừ bị nhưng sau đó được tái sử dụng và hiện đại hóa vào năm 1984 như là một phần của "kế hoạch 600 tàu chiến hải quân" và rồi sau đó tham gia Chiến tranh vùng Vịnh năm 1991. Ngưng phục vụ vào năm 1995, nó là thiếp giáp hạm phục vụ cuối cùng trên thế giới. Nó được tặng cho Hội Tưởng niện USS Missouri năm 1998 và trở thành một tàu bảo tàng ở Trân Châu Cảng, đối diện chiếc USS Arizona (BB-39).
- USS Nautilus (SSN-571), một tàu ngầm phục vụ hải quân vào năm 1954, là tàu ngầm chạy bằng năng lượng hạt nhân đầu tiên trên thế giới. Nó chứng tỏ khả năng của mình khi thực hiện chuyến hải hành 100.684 km (62.562 dặm Anh), hơn phân nửa chuyến đi được thực hiện dưới mặt nước, trong hai năm trước khi nạp tiếp nhiên liệu. Nó phá vở kỷ lục đi ngầm dưới mặt nước lâu nhất và nó cũng là tàu ngầm đầu tiên đi sâu bên dưới Bắc Cực năm 1958.[50]
- USS Liberty (AGTR-5), một tàu nghiên cứu kỹ thuật trung lập của Hải quân Hoa Kỳ bị các phản lực cơ chiến đấu và xuồng máy phóng ngư lôi của Israel tấn công vào ngày 8 tháng 6 năm 1967 trong cuộc Chiến tranh sáu ngày khi nó đang ở vùng biển quốc tế, bên ngoài bán đảo Sinai.
- USS Skate (SSN-578), một tàu ngầm chạy bằng năng lượng hạt nhân được đưa vào phục vụ năm 1957, là chiếc tàu đầu tiên đến Bắc Cực khi nó nổi lên tại đó vào năm 1958.
- USS Triton (SSRN-586), một tàu ngầm chạy bằng năng lượng hạt nhân được đưa vào phục vụ năm 1959, thực hiện chuyến hải trình dưới nước vòng quanh thế giới đầu tiên trong chuyến thử nghiệm vào năm 1960. Nó cũng là tàu ngầm không phải của Liên Xô duy nhất có hai động cơ phản ứng hạt nhân.
- USS George Washington (SSBN-598), phục vụ hải quân năm 1959, là tàu ngầm tên lửa đạn đạo đầu tiên.
- USS Long Beach (CGN-9) là tàu chiến nổi đầu tiên chạy bằng năng lượng hạt nhân trên thế giới khi được đưa vào phục vụ vào năm 1961. Nó cũng đánh dấu một thời đại mới về vũ khí của Hải quân Hoa Kỳ vì nó là tàu lớn đầu tiên của hải quân có trang bị các tên lửa có điều khiển.
- USS Enterprise (CVN-65) là hàng không mẫu hạm chạy bằng năng lượng hạt nhân đầu tiên vào năm 1961.
- USS Pueblo (AGER-2) bị Cộng hòa Dân chủ Nhân dân Triều Tiên chiếm giữ vào ngày 23 tháng 1 năm 1968 và hiện nay vẫn còn nằm trong tay họ.
- USS Stark (FFG-31) là chiến hạm bị một chiến đấu cơ Mirage F1 của Iraq bắn trúng bằng hai tên lửa Exocet chống tàu vào ngày 17 tháng 5 năm 1987 trong thời Chiến tranh Iran–Iraq và trở thành chiếc tàu duy nhất của Hải quân Hoa Kỳ bị đánh trúng bằng tên lửa chống tàu.
- USS Vincennes (CG-49) là một tuần dương hạm lớp Ticonderoga có trang bị tên lửa có điều khiển bởi hệ thống AEGIS. Năm 1988, chiếc tuần dương hạm này đã bắn rơi chuyến bay 655 của Iran Air trên vịnh Ba Tư làm chết tất cả 290 hành khách trên máy bay.
- USS Cole (DDG-67) là một khu trục hạm, bị các phần tử đánh bom liều chết của Al-Qaeda dùng xuồng nhỏ có chứa bom tấn công khi đang đậu ở Aden vào ngày 12 tháng 10 năm 2000. Vụ nổ làm thủng một lỗ phía bên trái tàu (nhìn về phía mũi tàu) có đường kính khoảng 12 mét và làm chết 17 thủy thủ và làm bị thương 39.

## Không lực hải quân

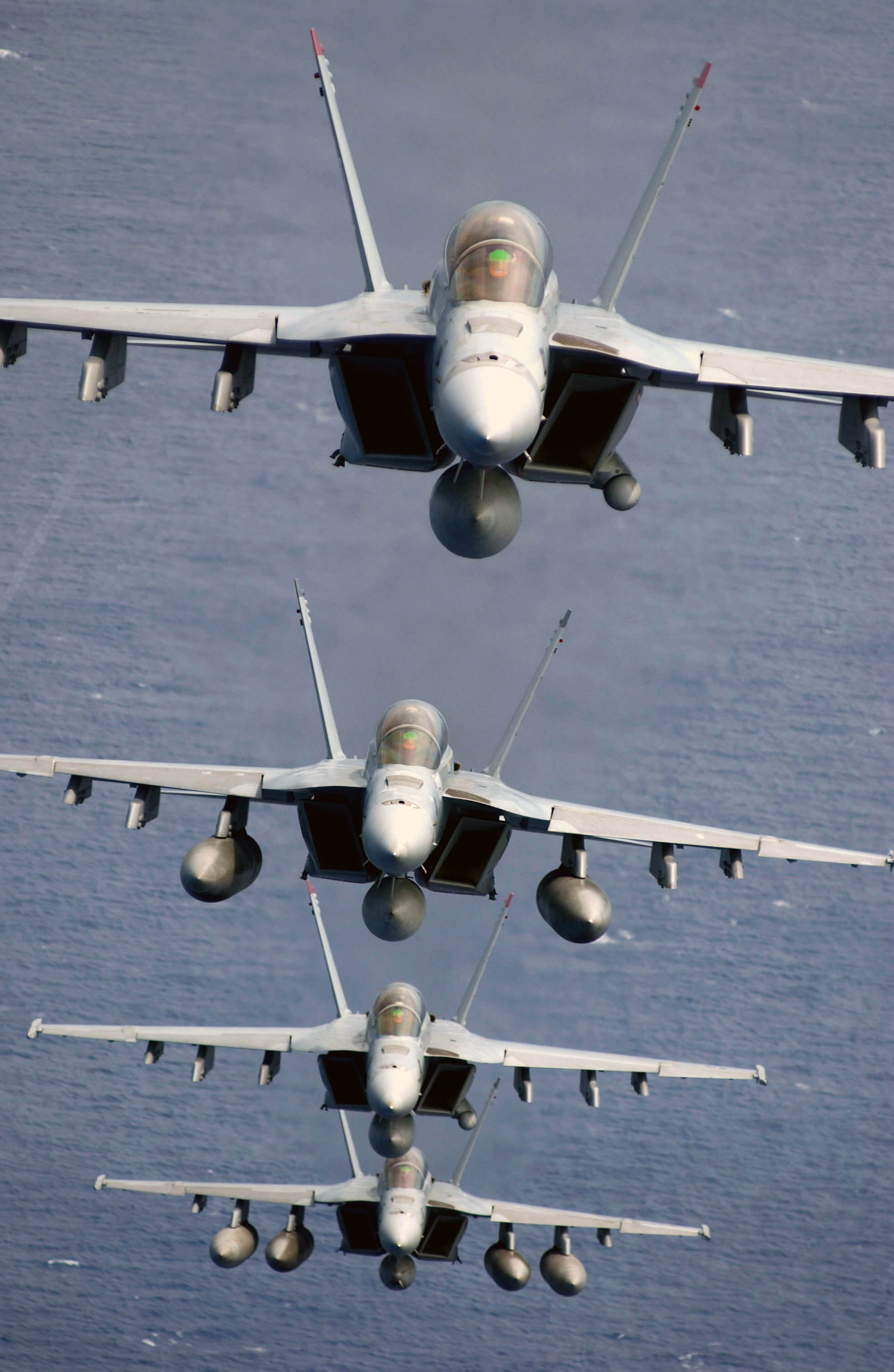
Bốn chiếc phi cơ F/A-18F Super Hornet của Hải quân Hoa Kỳ.

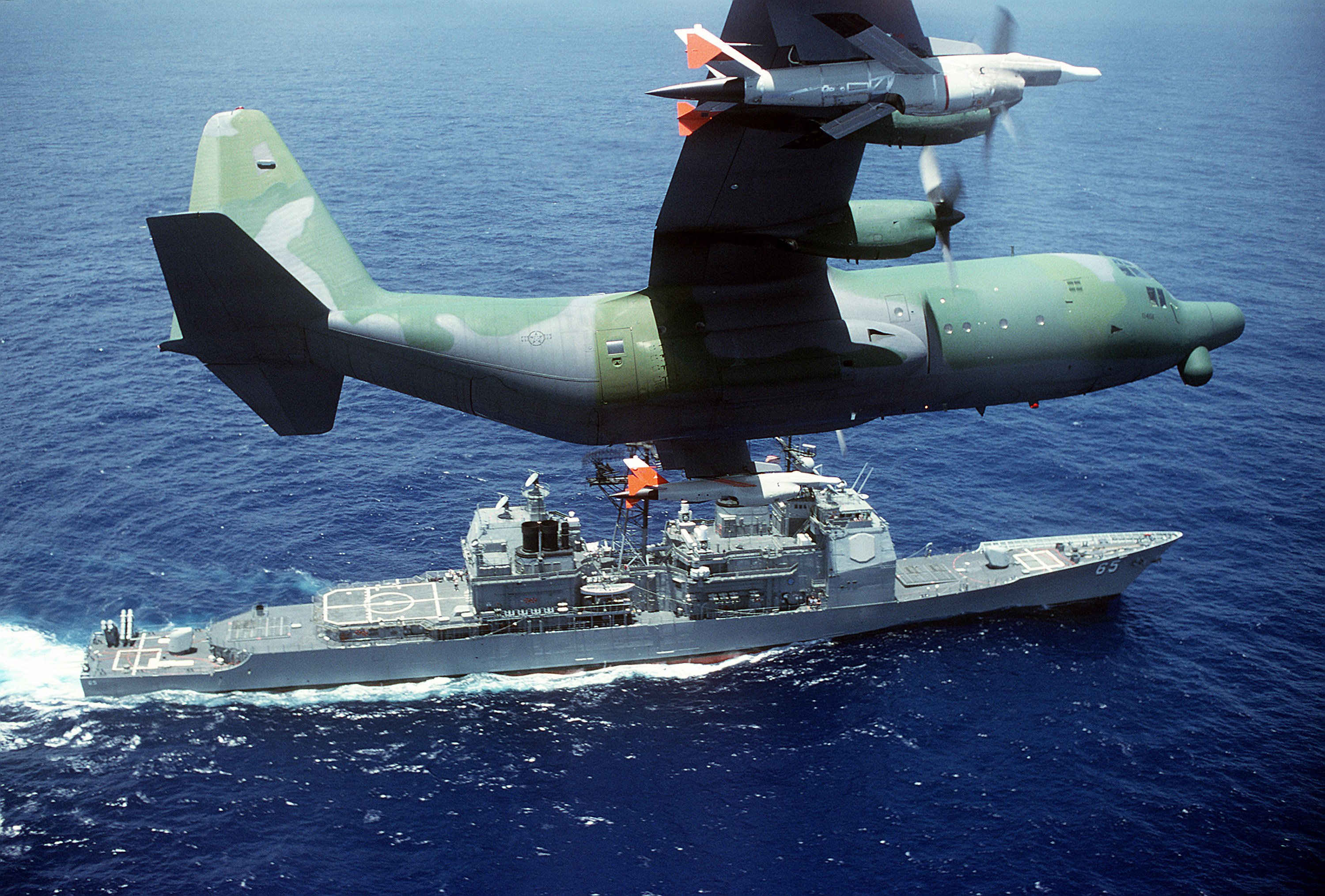
Phi cơ trinh sát DC-130H Hercules của Hải quân bên cạnh US Chosin (CG-65) tháng 5/1991

Các máy bay trên hàng không mẫu hạm có thể tấn công các mục tiêu trên không, trên biển và đất liền cách xa một liên đoàn chiến đấu hàng không mẫu hạm trong khi đó cũng có thể bảo vệ các lực lượng bạn chống các phi cơ, tàu chiến và tàu ngầm của địch. Trong thời bình, khả năng của các phi cơ hải quân tạo ra mối đe dọa tấn công hiệu quả từ các sàn bay di động trên biển cũng giúp cho các nhà lãnh đạo Hoa Kỳ các chọn lựa về phương sách đối phó khủng hoảng cũng như ngoại giao. Ngoài ra các phi cơ cũng tiếp ứng về mặt hỗ trợ tiếp vận để giúp duy trì sự sẵn sàng chiến đấu của hải quân. Các trực thăng được dùng để tiến hành các chiến dịch đặc biệt, tìm kiếm và cứu cấp, chiến tranh chống tàu ngầm cũng như chiến tranh chống tàu nổi.
Hải quân Hoa Kỳ bắt đầu nghiên cứu việc sử dụng các phi cơ trên biển vào thập niên 1910 và đưa vào sử dụng chiếc hàng không mẫu hạm đầu tiên là chiếc USS Langley vào năm 1922. Không lực hải quân của Hoa Kỳ hoàn toàn già dặn trongChiến tranh thế giới thứ hai theo sau sự kiện Hoa Kỳ bị Nhật Bản tấn công vào Trân Châu Cảng. Trận biển Coral và trận Midway mà trong đó các hàng không mẫu hạm và phi cơ của nó đã thay thế các thiết giáp hạm thành thứ vũ khí dữ tợn nhất trên biển. Các phi cơ hải quân cũng đã đóng vai trò lớn trong các cuộc xung đột suốt những năm chiến tranh lạnh với loại phi cơ F-4 Phantom II và F-14 Tomcat đã trở thành hình tượng của thời đại đó. Các phi cơ cường kích và tiêm kích chính hiện tại là phi cơ đa-nhiệm vụ F/A-18C/D Hornet và người anh em họ mới nhất của nó là F/A-18E/F Super Hornet. Phi cơ F-35 Lightning II hiện đang được phát triển và được dự định sẽ thay thế các phiên bản C và D trong nhóm phi cơ Hornet bắt đầu vào năm 2012.
Kế hoạch đầu tư phi cơ cho thấy không lực hải quân đang ngày càng lớn mạnh, từ 30% trên tổng lực lượng phi cơ hiện tại lên đến một nửa của tất cả các nguồn tài trợ mua sắm vũ khí trong ba thập kỷ tới.

## Vũ khí

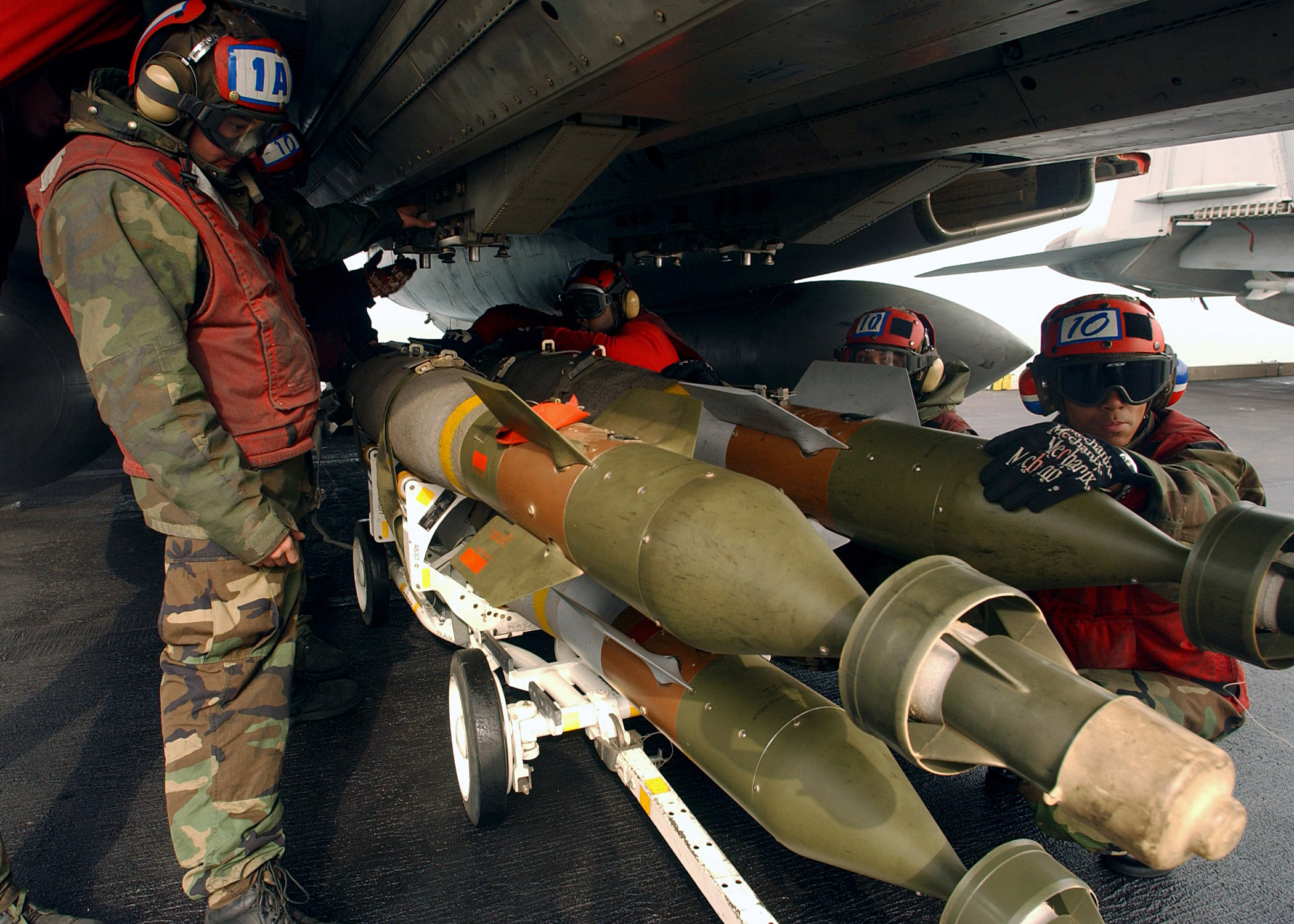
Các thủy thủ đặc trách bom đang gắn những quả bom GBU-12.

Hệ thống vũ khí trên tàu Hải quân Hoa Kỳ gần như hoàn toàn là tập trung vào các tên lửa. Trong vai trò tiến công, các tên lửa được chủ đích dùng để đánh các mục tiêu ở tầm xa một cách chính xác. Vì chúng là các loại vũ khí không người điều khiển nên các tên lửa được dùng để đánh các mục tiêu có hệ thống phòng không dày đặc để tránh thiệt hại nhân mạng cho các phi công. Không kích vào đất liền là nhiệm vụ của tên lửa BGM-109 Tomahawk, được phát triển đầu tiên vào thập niên 1980 và liên tục được cải tiến để tăng khả năng của chúng. Đối với nhiệm vụ tấn công chống tàu thì tên lửa Harpoon là vũ khí được ưa chuộng của Hải quân Hoa Kỳ. Để phòng vệ chống tên lửa địch tấn công thì Hải quân Hoa Kỳ sử dụng một số hệ thống được điều hợp bởi Hệ thống Chiến đấu Aegis. Phòng vệ tầm xa và tầm trung thì do tên lửa Standard 2 đảm trách. Chúng được phát triển từ thập niên 1980. Tên lửa Standard vừa làm vũ khí chính đặt trên tàu để chống phi cơ và cũng đang được phát triển để sử dụng phòng vệ chống tên lửa đạn đạo. Phòng vệ chống tên lửa tầm ngắn thì do Phalanx CIWS và loại tên lửa vừa được phát triển mới nhất RIM-162 Evolved Sea Sparrow. Ngoài tên lửa, Hải quân Hoa Kỳ cũng sử dụng các loại ngư lôi như Mk 46, Mk 48,Mk 50 và Mk 54 cùng nhiều loại thủy lôi.
Các phi cơ cánh cố định của Hải quân Hoa Kỳ cũng được gắn nhiều loại vũ khí như các phi cơ của Không quân Hoa Kỳ cho cả không chiến hoặc không đối đất. Không chiến được tên lửa Sidewinder tầm nhiệt và tên lửa AMRAAM có điều khiển bằng radar đảm trách cùng với đại bác M61 Vulcan khi phải không chiến tầm gần. Đối với không kích mặt đất thì các phi cơ hải quân sử dụng nhiều loại tên lửa, bom thông minh, và bom thường. Danh sách các loại tên lửa khác gồm có Maverick, SLAM-ER và JSOW. Bom thông minh gồm có JDAM điều khiển bằng hệ thống định vị toàn cầu và Paveway điều khiển bằng tia laser. Các loại không điều khiển như bom thông thường và bom chùm chiếm hết phần vũ khí còn lại được gắn trên các phi cơ cánh cố định.
Vũ khí của các phi cơ cánh quạt phần lớn tập trung cho chiến tranh chống tàu ngầm, chống tàu nổi hạng trung và nhẹ. Để chống tàu ngầm, các trực thăng sử dụng các thủy lôi Mark 46 và Mark 50. Để chống các loại tàu nhỏ, chúng sử dụng tên lửa không đối đất Hellfire và Penguin. Các trực thăng cũng dùng nhiều loại súng máy chống cá nhân gắn trên trực thăng trong đó có súng máy m60, M240, GAU-16/A, và GAU-17/A.
Vũ khí hạt nhân trong kho vũ khí của Hải quân Hoa Kỳ được khai triển trên các phi cơ và tàu ngầm tên lửa đạn đạo. Tàu ngầm lớp Ohio mang tên lửa Trident phiên bản mới nhất, có ba tầng, được phóng từ dưới mặt nước, có khả năng mang nhiều đầu đạn hạt nhân liên lục địa. Phiên bản hiện tại Trident II (D5) dự tính được đưa ra phục vụ sau năm 2020. Vũ khí hạt nhân khác của Hải quân Hoa Kỳ còn có bom hạt nhân B61. Đây là một loại bom nhiệt hạch có thể được thả từ các chiến đấu cơ như F/A-18 Hornet và Super Hornet bay với vận tốc lớn từ trên độ cao lớn. Nó có thể được thả rơi tự do hay bằng dù và được kích nổ trên không hay trên mặt đất.

## Chiến tranh đặc biệt
Những thành viên chính trong các hoạt động chiến tranh đặc biệt của Hải quân Hoa Kỳ là Biệt kích Hải quân SEAL Hoa Kỳ (United States Navy SEAL) và các Thủy thủ đoàn Tác chiến Chiến tranh Đặc biệt (Special Warfare Combatant-craft Crewmen).

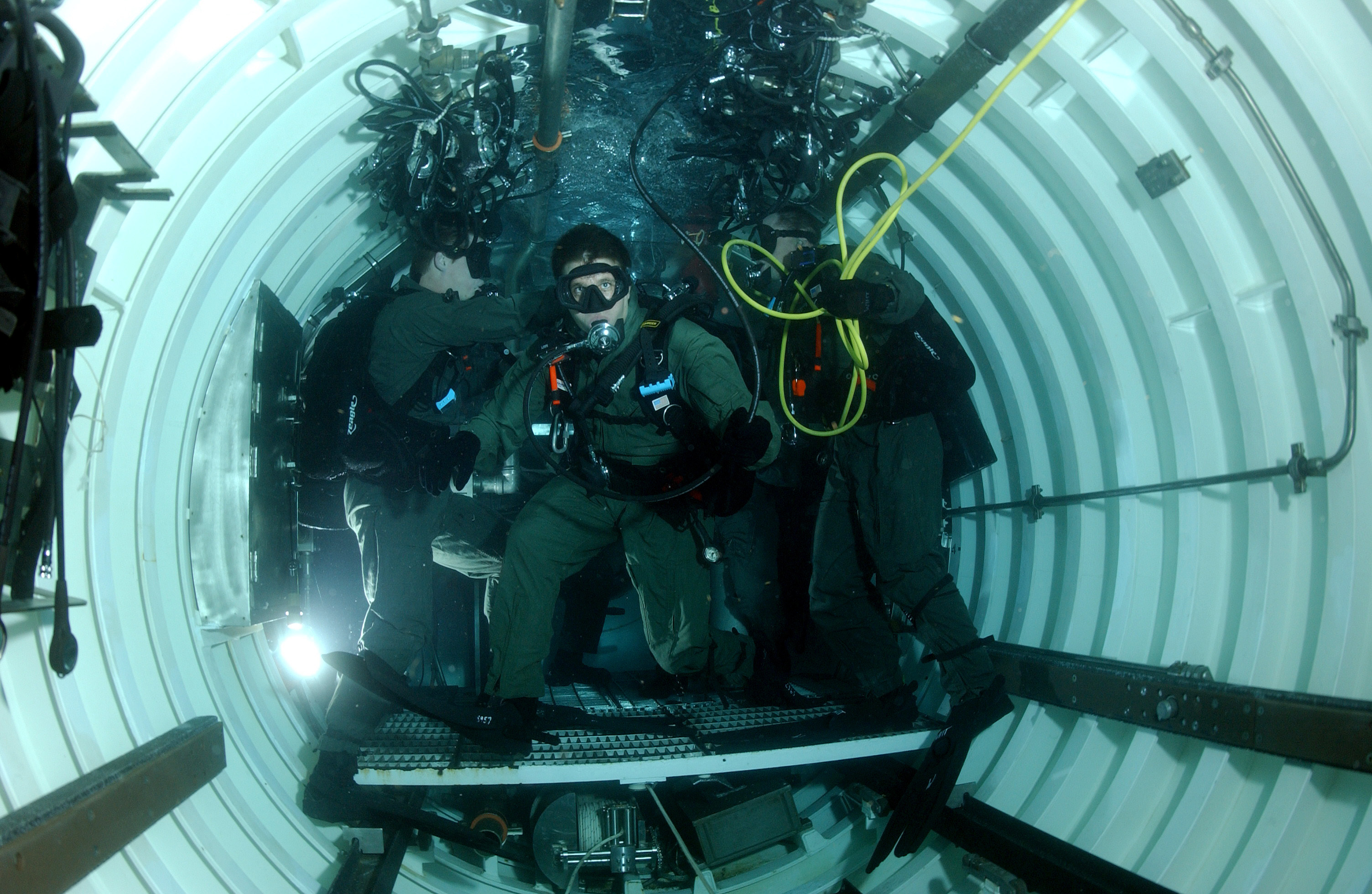
Thành viên lực lượng Navy SEAL tham gia huấn luyện kỹ năng chiến đấu trong khoang kín nước của tàu ngầm USS Philadelphia (2005)

Lực lượng biệt kích hải quân SEAL trong đó từ SEAL là tên viết tắt các môi trường mà họ hoạt động: SEa (biển), Air (không), và Land (đất). Tuy nhiên, điểm nổi bật rõ rệt của họ là các hoạt động ven vùng biển-tấn công từ biển và rồi quay trở về biển. Lực lượng SEAL là nhóm linh động trong các lực lượng chiến tranh đặc biệt của hải quân, được huấn luyện để tiến hành chiến tranh bí mật và nhất là thường hành động trong những toán nhỏ.
Thủy thủ đoàn Tác chiến Chiến tranh Đặc biệt được huấn luyện cho các chiến dịch đặc biệt sử dụng các xuồng và tàu loại nhỏ và thường hành động cùng với các đồng sự biệt kích SEAL của mình. Được tổ chức thành các đội tàu nhỏ, các Thủy thủ đoàn Tác chiến Chiến tranh Đặc biệt có nhiệm vụ chính là đưa các biệt kích SEAL vào lãnh thổ địch và giúp họ rút khỏi nơi đó, tiến hành tuần tra vùng biển, thực hiện các nhiệm vụ thám thính và chặn bắt tàu địch.
Các chiến dịch đặc biệt của hải quân nằm dưới quyền của Bộ tư lệnh Chiến tranh Đặc biệt Hải quân Hoa Kỳ, đây là binh chủng hải quân của Bộ tư lệnh Chiến tranh Đặc biệt Hoa Kỳ. Trực thuộc Bộ tư lệnh Chiến tranh Đặc biệt Hải quân gồm có 7 bộ phận hoạt động: bốn liên đoàn chiến tranh đặc biệt, liên đoàn phát triển chiến tranh đặc biệt, liên đoàn hỗ trợ hành quân và trung tâm chiến tranh đặc biệt.
- Liên đoàn Chiến tranh Đặc biệt Hải quân 1 và Liên đoàn 3 mỗi liên đoàn có bốn đội biệt kích hải quân SEAL và một số đơn vị chiến tranh đặc biệt hải quân. Các đơn vị chiến tranh đặc biệt hải quân có trách nhiệm chỉ huy tổng quát, kiểm soát và hoạch định các chiến dịch đặc biệt trong vùng địa lý trách nhiệm của mình.
- Liên đoàn 3 là gồm các đội khí cụ đưa lực lượng biệt kích hải quân SEAL. Các biệt kích SEAL được gởi đến các đội khí cụ chuyên môn sử dụng các loại khí cụ đưa người bơi lội (swimmer delivery vehicle) hay các hệ thống đưa biệt kích SEAL nâng cao. Các loại khí cụ dưới nước này có thể lặn xuống nước để đưa các biệt kích SEAL ngầm dưới nước vào bờ từ tầm xa.
- Liên đoàn 4 bao gồm các đội tàu xuồng đặc biệt của hải quân.
- Liên đoàn Phát triển Chiến tranh Đặc biệt Hải quân Hoa Kỳ là đơn vị chống khủng bố vùng biển chủ yếu của quân lực Hoa Kỳ. Mặc dù Hải quân Hoa Kỳ xác nhận sự hiện hữu của đơn vị này nhưng họ chỉ nói rằng vai trò của liên đoàn là thử nghiệm, định lượng và phát triển các chiến thuật trên không, trên bộ, trên biển và kỹ thuật cho chiến tranh đặc biệt của Hải quân; không có lời nói chính thức nào nhắc đến nhiệm vụ chống khủng bố của liên đoàn này. Liên đoàn này có khoảng 200 người phục vụ.[57]
- Liên đoàn Hỗ trợ Hành quân là thành phần trừ bị của Bộ tư lệnh Chiến tranh Đặc biệt Hải quân. Liên đoàn cung ứng sự hỗ trợ cho các đơn vị hiện dịch khi cần thiết.[58]
- Trung tâm Chiến tranh Đặc biệt Hải quân nằm ở Coronado, California là trung tâm huấn luyện chính cho các binh sĩ chiến tranh đặc biệt của hải quân trong đó có biệt kích SEAL.

## Bộ tư lệnh tác chiến viễn chinh hải quân

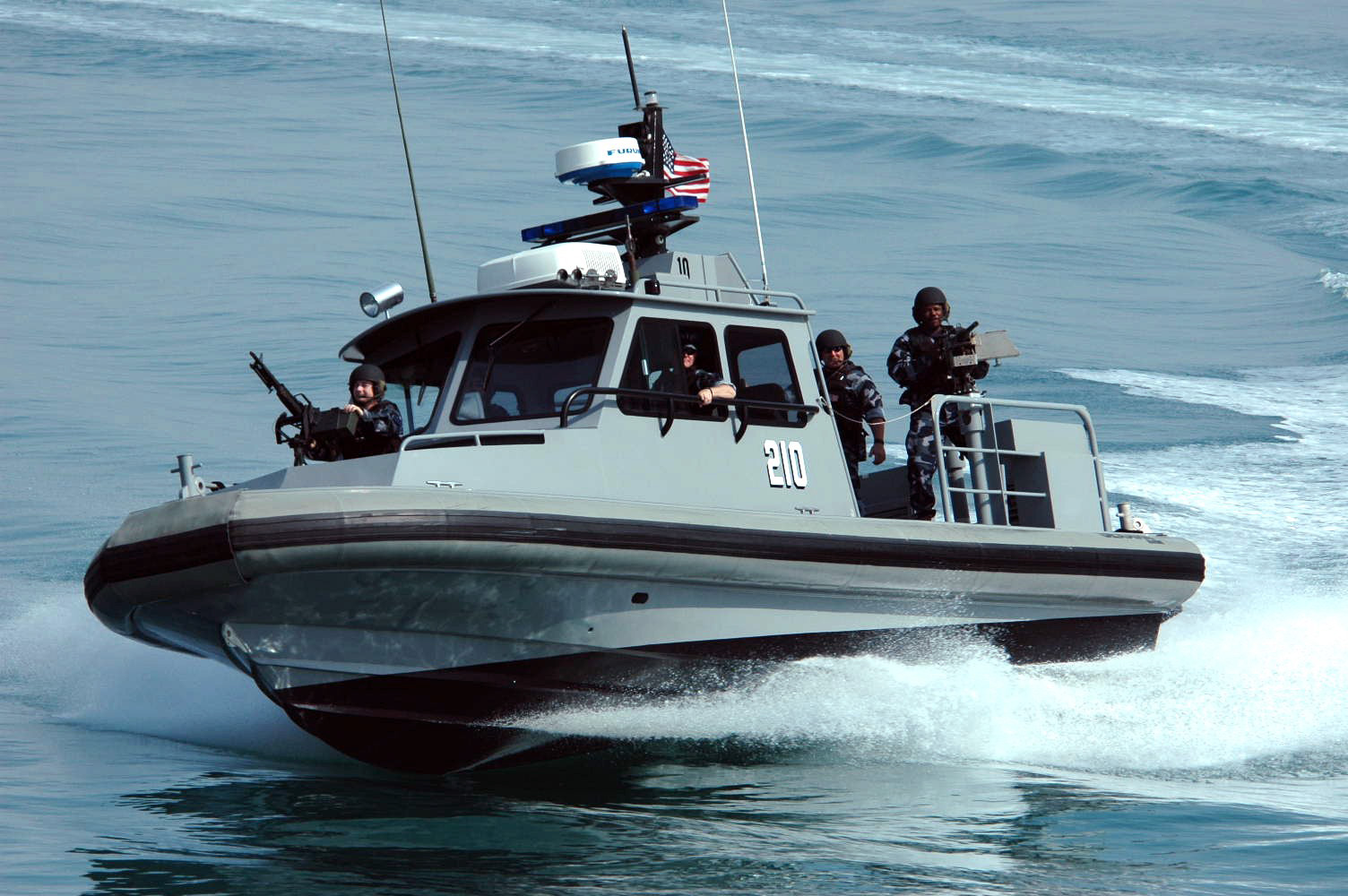
Các binh sĩ thuộc đội tàu tuần tra gần bờ số 24 đang tuần tra gần Căn cứ Hải quân Kuwait.

Bộ tư lệnh Tác chiến Viễn chinh Hải quân Hoa Kỳ, được thành lập vào tháng 1 năm 2006, phục vụ với vai trò là bộ tư lệnh chức năng riêng biệt cho các lực lượng viễn chinh hải quân và còn đóng vai trò như là ban điều hợp trung tâm về sẵn sàng chiến đấu, nguồn nhân lực, huấn luyện và trang bị các lực lượng đó.
Bộ tư lệnh này kết hợp và cân bằng các khả năng và các thành phần hỗ trợ tác chiến viễn chinh khác nhau để vạch ra kế hoạch thực tập, phương sách tiến hành, nhu cầu và tiếp vận cho tác chiến viễn chinh.
Bộ tư lệnh này là một thành phần chỉ huy và nơi cung cấp lực lượng cho các sứ mệnh viễn chinh vùng biển hỗn hợp gồm nhiều quân chủng. Bộ tư lệnh này cũng là một lực lượng viễn chinh trụ cột cho các sứ mệnh chống khủng bố trên biển và gần bờ biển một cách hữu hiệu, bảo vệ lực lượng, chiến đấu và hợp tác an ninh tại mặt trận, tham gia các công cuộc cứu trợ thiên tai/nhân đạo. Khi được Bộ Nội an Hoa Kỳ yêu cầu thì bộ tư lệnh này cũng sẽ tiếp tay tăng cường cho lực lượng Tuần duyên Hoa Kỳ khi cần thiết.
Khả năng của bộ tư lệnh gồm có: tháo gỡ bom mìn, an ninh viễn chinh vùng biển, Hải đoàn Riverine, thợ lặn, lực lượng xây dựng hải quân, công chính vùng biển, huấn luyện viễn chinh, tiếp vận viễn chinh, tình báo viễn chinh,...